# Claude Monet

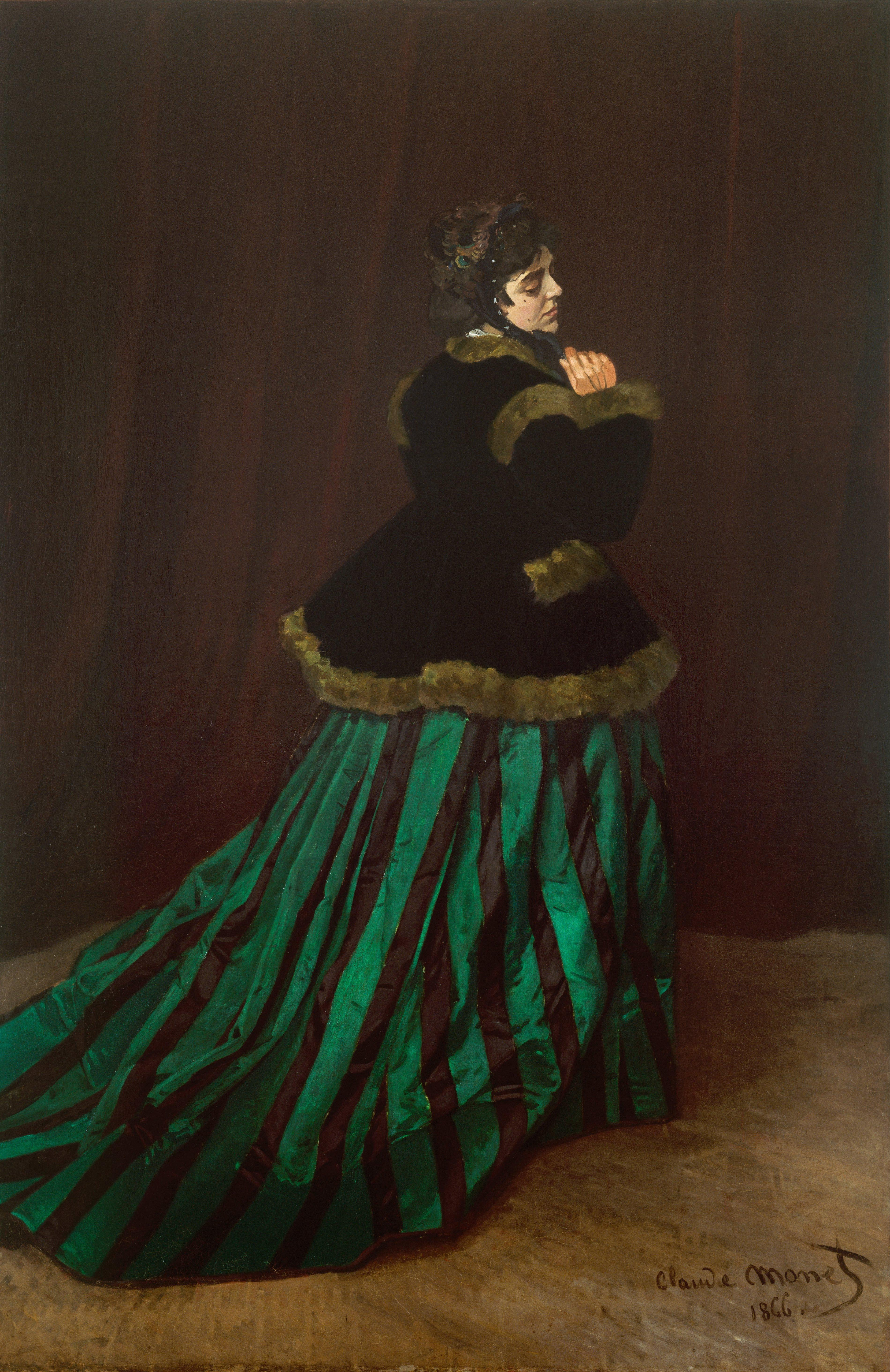
Kvinna i grön klänning (1866)

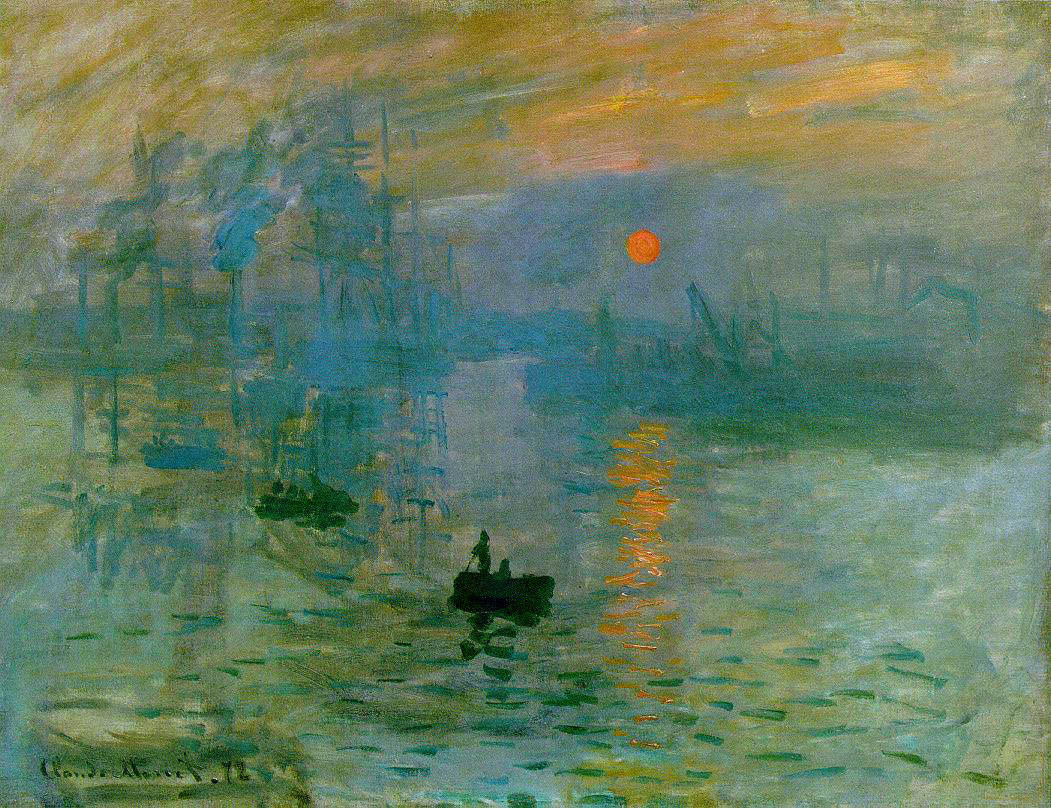
Impression. Soluppgång (1872)

Claude Monet, född 14 november 1840 i Paris, död 5 december 1926 i Giverny i Eure, var en fransk konstnär. Han anses vara en av pionjärerna för impressionismen under andra halvan av 1800-talet, tillsammans med Auguste Renoir, Édouard Manet, Frédéric Bazille, Alfred Sisley, Edgar Degas och Camille Pissarro. Monets målning Impression. Soluppgång (1872) gav namn åt den nya rörelsen.

## Biografi
Claude Monet var son till Adolphe och Louise-Justine Monet som bodde i Paris vid sonens födelse. Familjen flyttade tidigt till Le Havre i Normandie. Han döptes i kyrkan Notre-Dame-de-Lorette och gavs namnet Oscar-Claude. Han började redan i sin ungdom att måla.
Till en början sysslade han främst med figurmåleri men övergick snart till landskapsmåleri. År 1862 kom han till Paris, där han lärde känna Eugène Boudin och Johan Barthold Jongkind, och tillsammans målade de kustlandskap från Normandie. Hösten samma år antogs han vid École des Beaux-Arts.
Desillusionerad av det traditionella akademiska måleriet som lärdes ut vid universitet sökte Monet 1862 till Charles Gleyres studio i Paris, där han mötte Pierre-Auguste Renoir, Frederic Bazille och Alfred Sisley. Tillsammans delade de ett nytt synsätt på måleriet. De målade effekterna av ljus utomhus med brutna färger och snabba penseldrag, den konststil som senare blev känd som impressionismen.
Monets Kvinna i grön klänning (1866), vilket gav honom erkännande, var ett av många verk som föreställde hans blivande hustru, Camille Doncieux (1847–1879). Kort därefter blev Doncieux gravid och födde deras första barn, Jean.
Monet hade stora framgångar på Salongen i Paris 1865–1868, men framgångarna bröts 1869 då juryn ställde sig oförstående inför hans konstnärliga utveckling.
Under fransk-tyska kriget (1870–1871) flyttade Monet till Storbritannien för att undvika inkallelse. Där studerade han arbeten av John Constable och William Turner, vilkas landskapsmålningar skulle tjäna som inspiration till Monets innovationer inom färgstudiet. Mellan 1871 och 1878 bodde Monet i Argenteuil, en by vid Seine nära Paris, där han målade några av sina mest kända verk.
Efter att ha återvänt till Frankrike 1872 målade Monet Impression. Soluppgång som skildrade ett Le Havre-landskap. Den ställdes ut vid den första impressionistiska utställningen 1874 och finns nu att beskåda i Musée Marmottan Monet i Paris. Det var titeln på tavlan som gjorde att konstkritikern Louis Leroy myntade uttrycket "impressionism", vilket han avsåg vara en negativ benämning.
År 1871 hade Monet lärt känna Camille Pissarro, och de båda hade tillsammans planerat utställningen 1874. Det var först i samband med denna utställning som Monet lärde känna Édouard Manet och ett nära samarbete mellan de impressionistiska konstnärerna kom till stånd.
Monet målade sviter med samma motivval i olika ljus till exempel Katedralen i Rouen (1896–1897) och Näckrosor (1914–1917) från hans näckrosdammar i hemmet i Giverny. Huvudsyftet med dessa bildserier var att observera hur motivet förändrades under olika ljusförhållanden.
Paul Cézanne lär ha sagt: "Monet är bara ett öga, men vilket öga!"

## Tidiga målningar

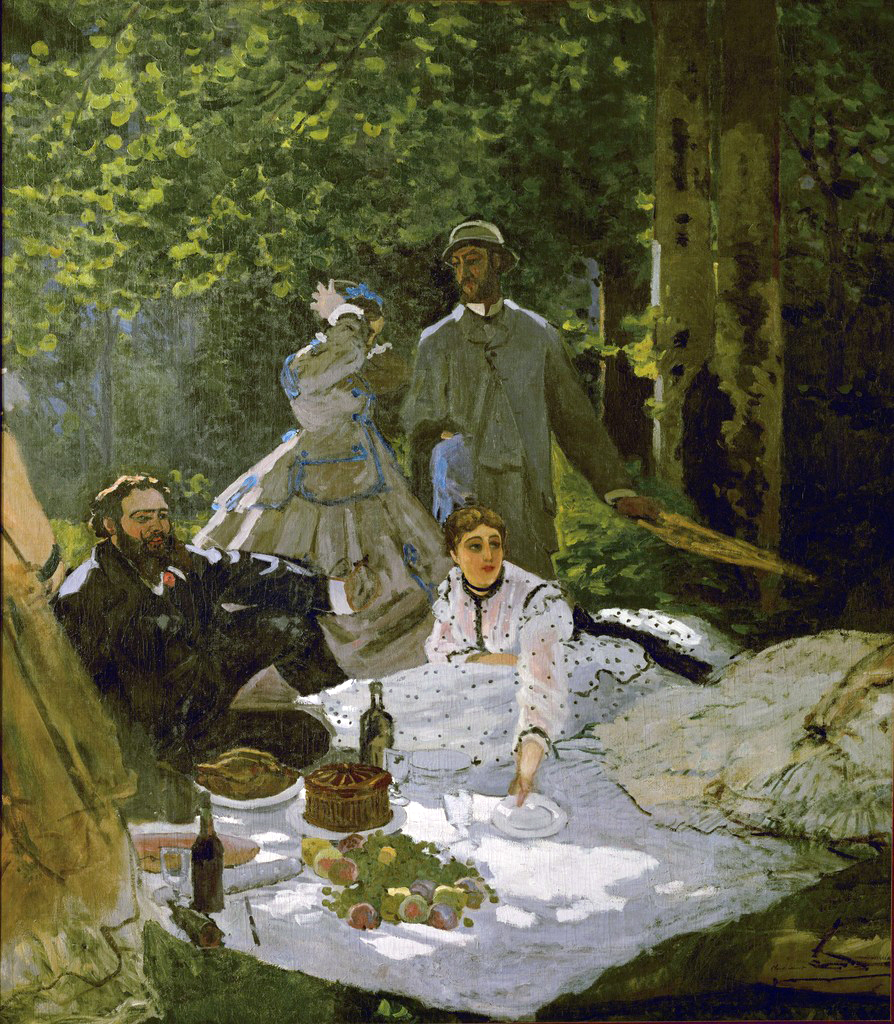
Frukost i det gröna 1865–1866, Musée d'Orsay, Paris.

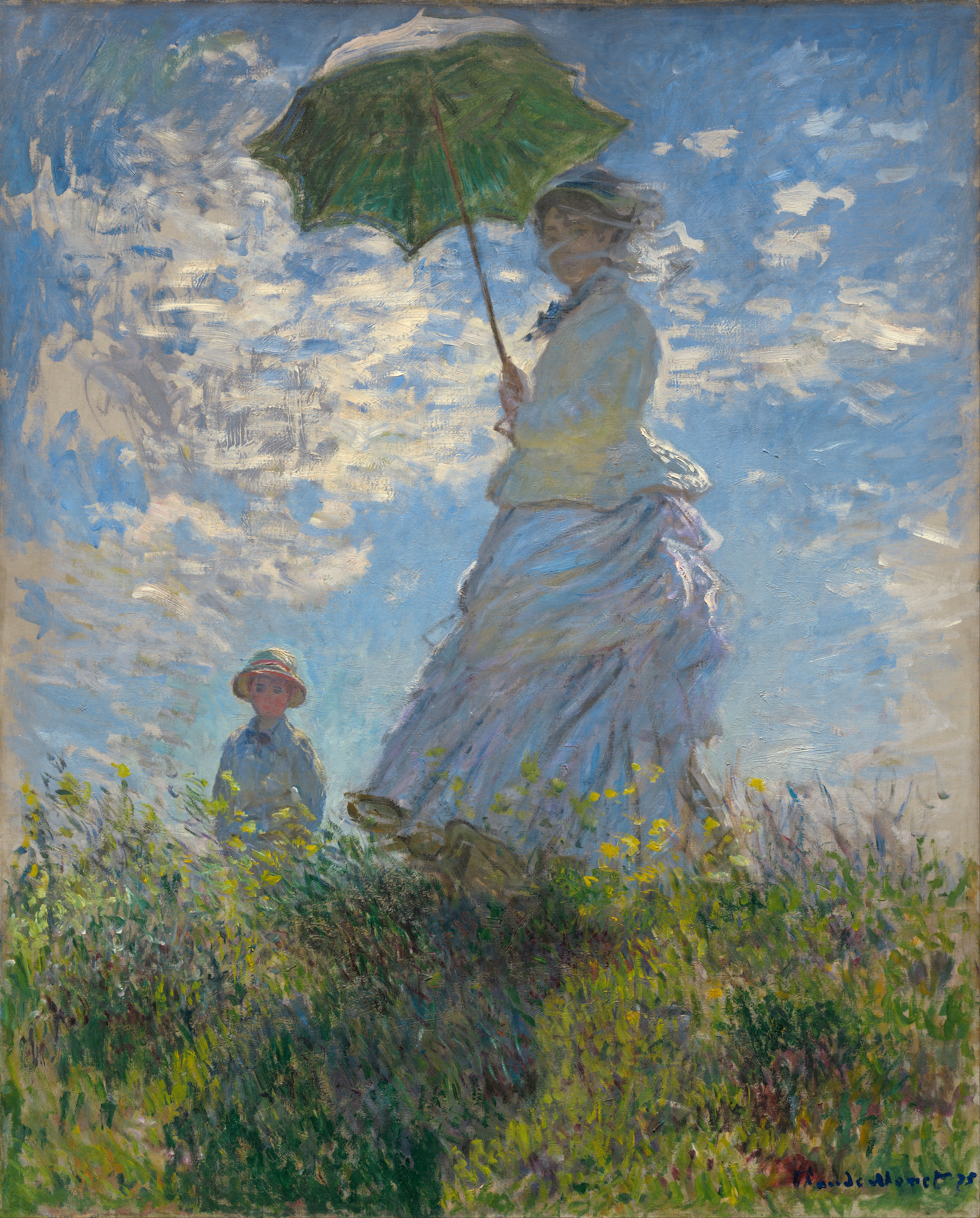
Kvinna med parasoll, 1875, National Gallery of Art, Washington.

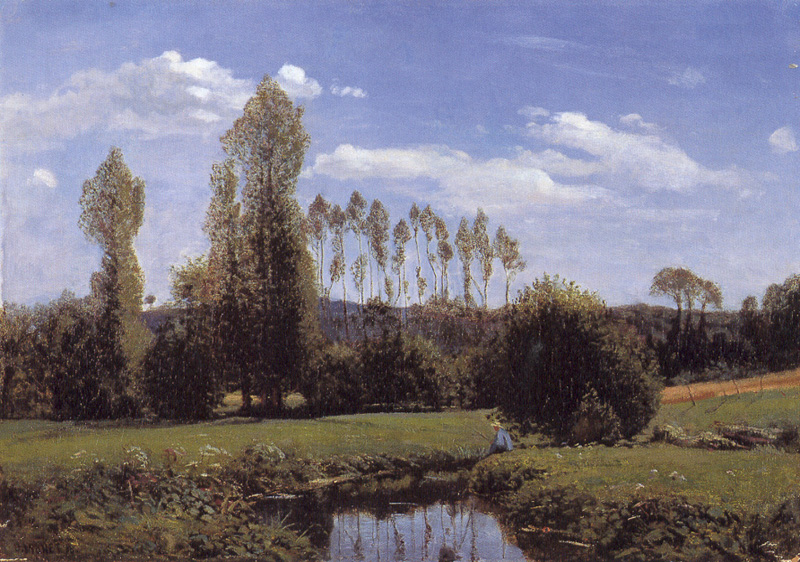
Vy över Rouelles, Le Havre 1858, privat ägo.
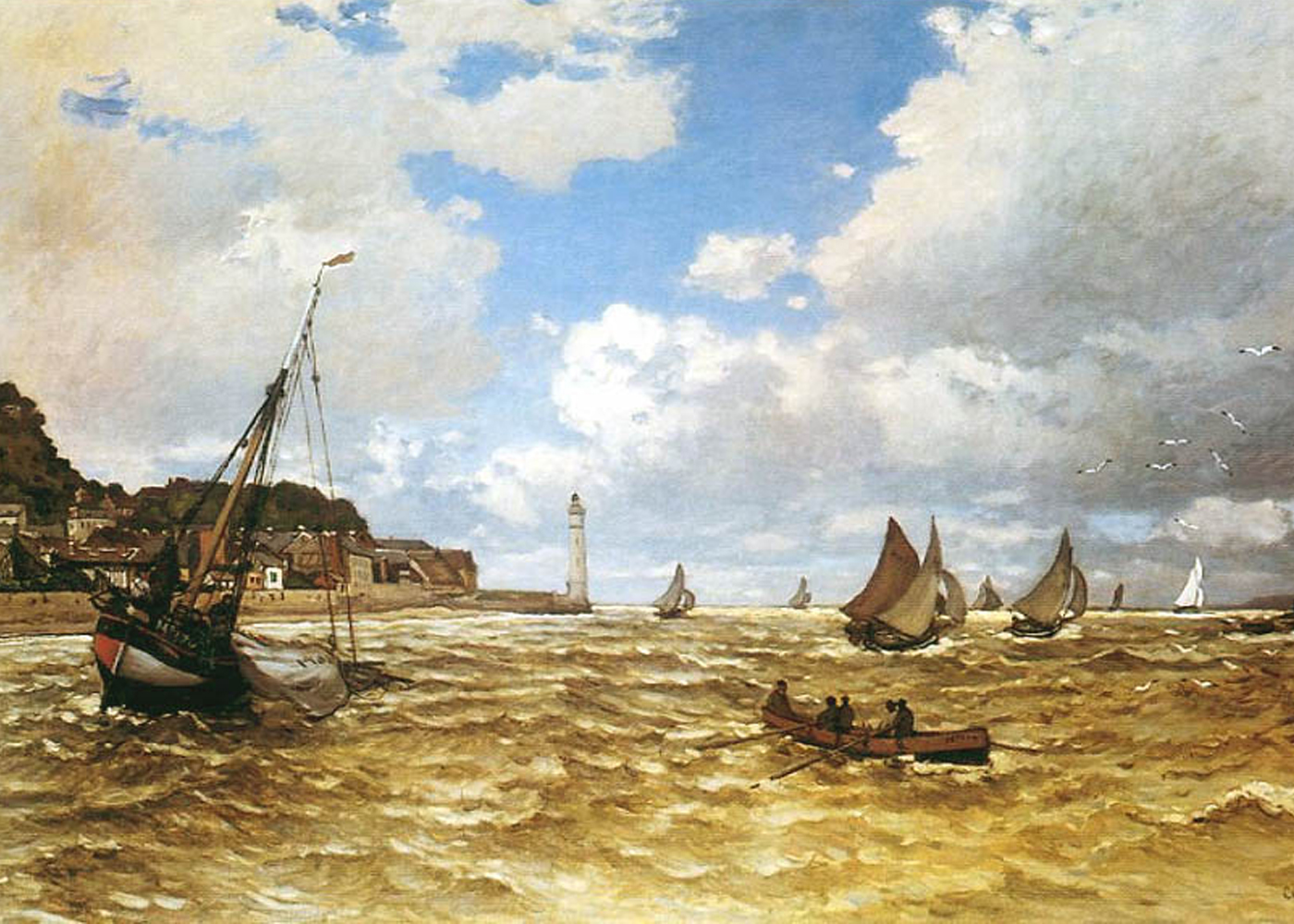
Claude Monet Seine, 1865, The Norton Simon Foundation, Pasadena.
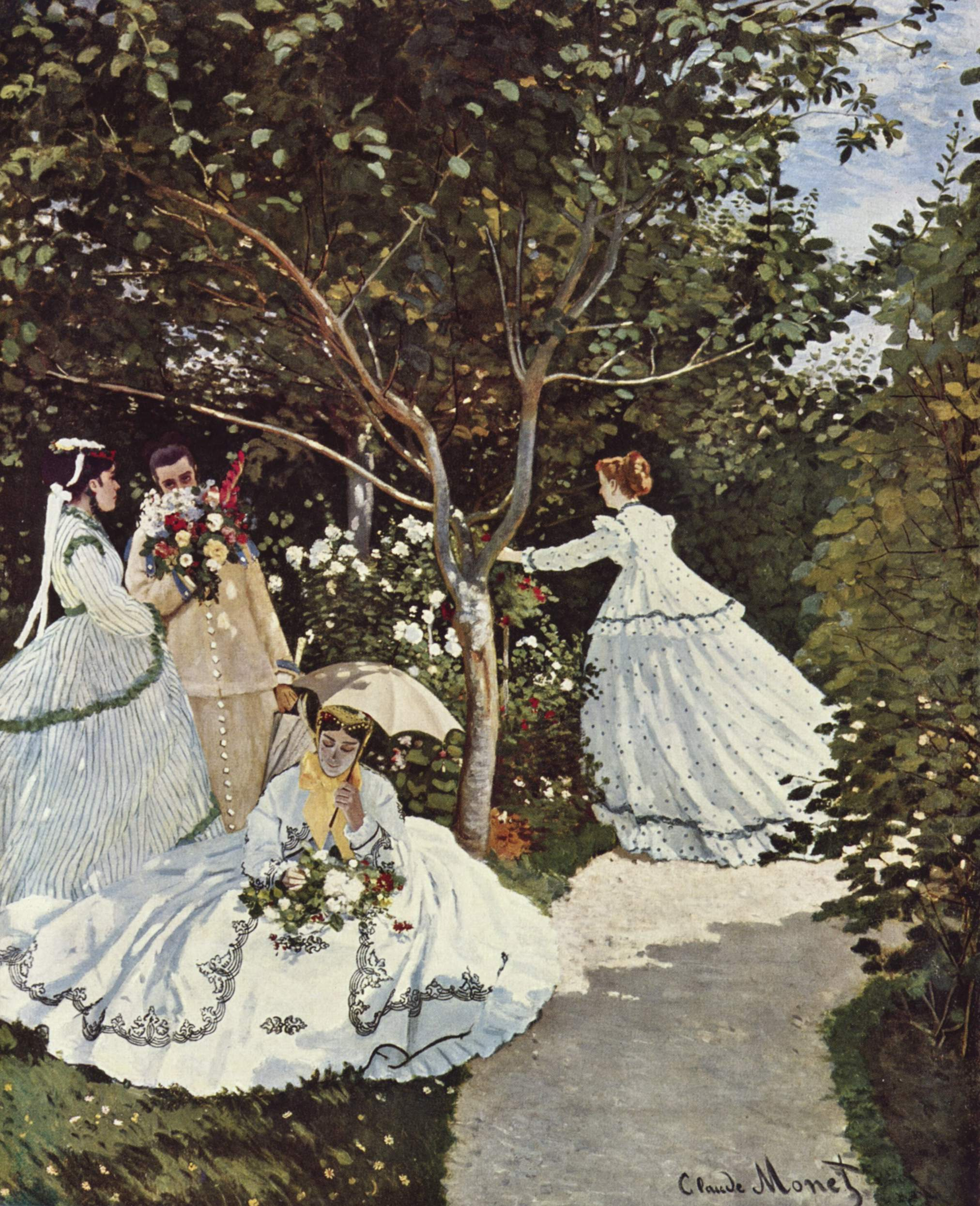
Kvinnor i trädgården, 1866–1867, Musée d'Orsay, Paris.
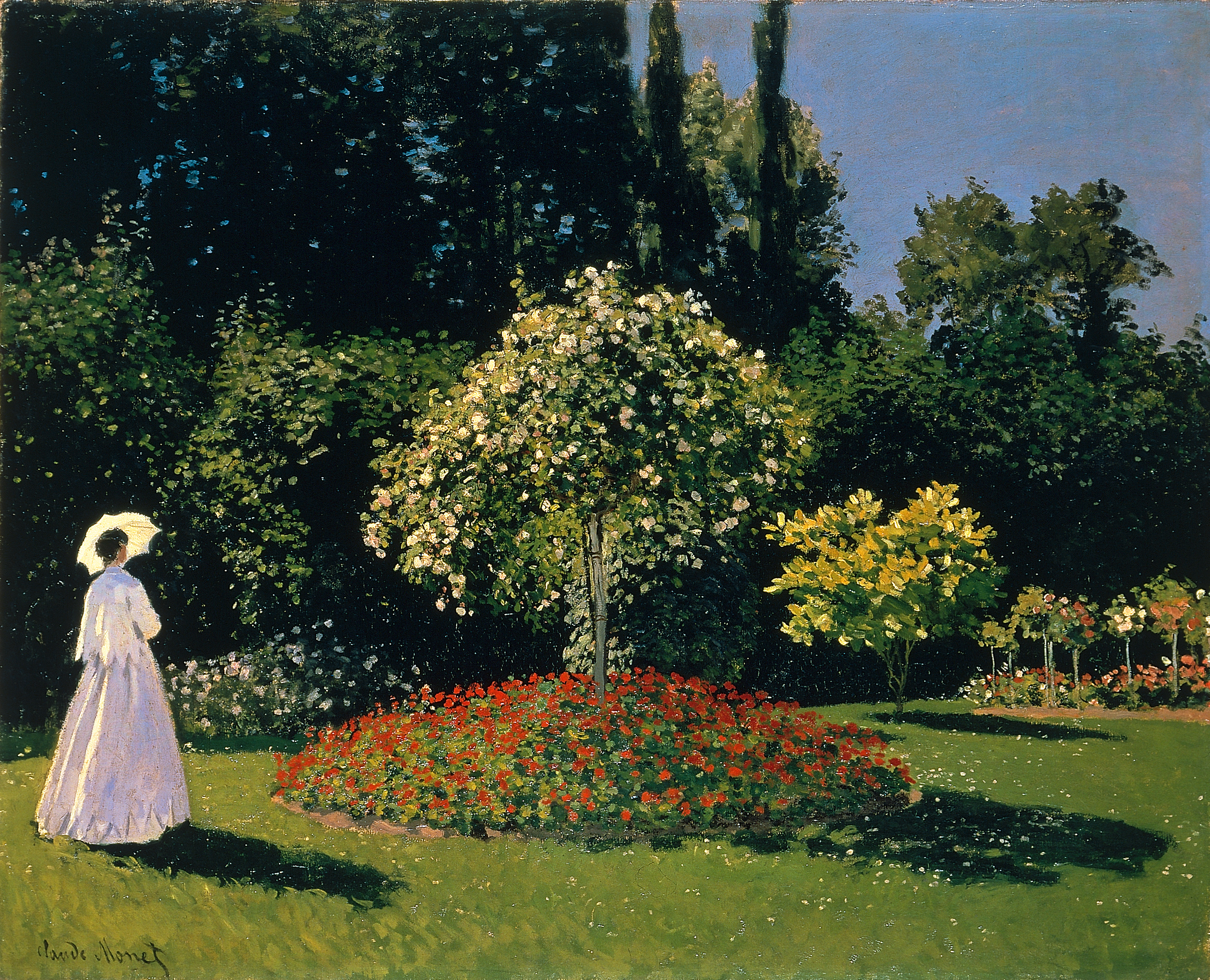
Kvinna i trädgården, 1867, Eremitaget, Sankt Petersburg
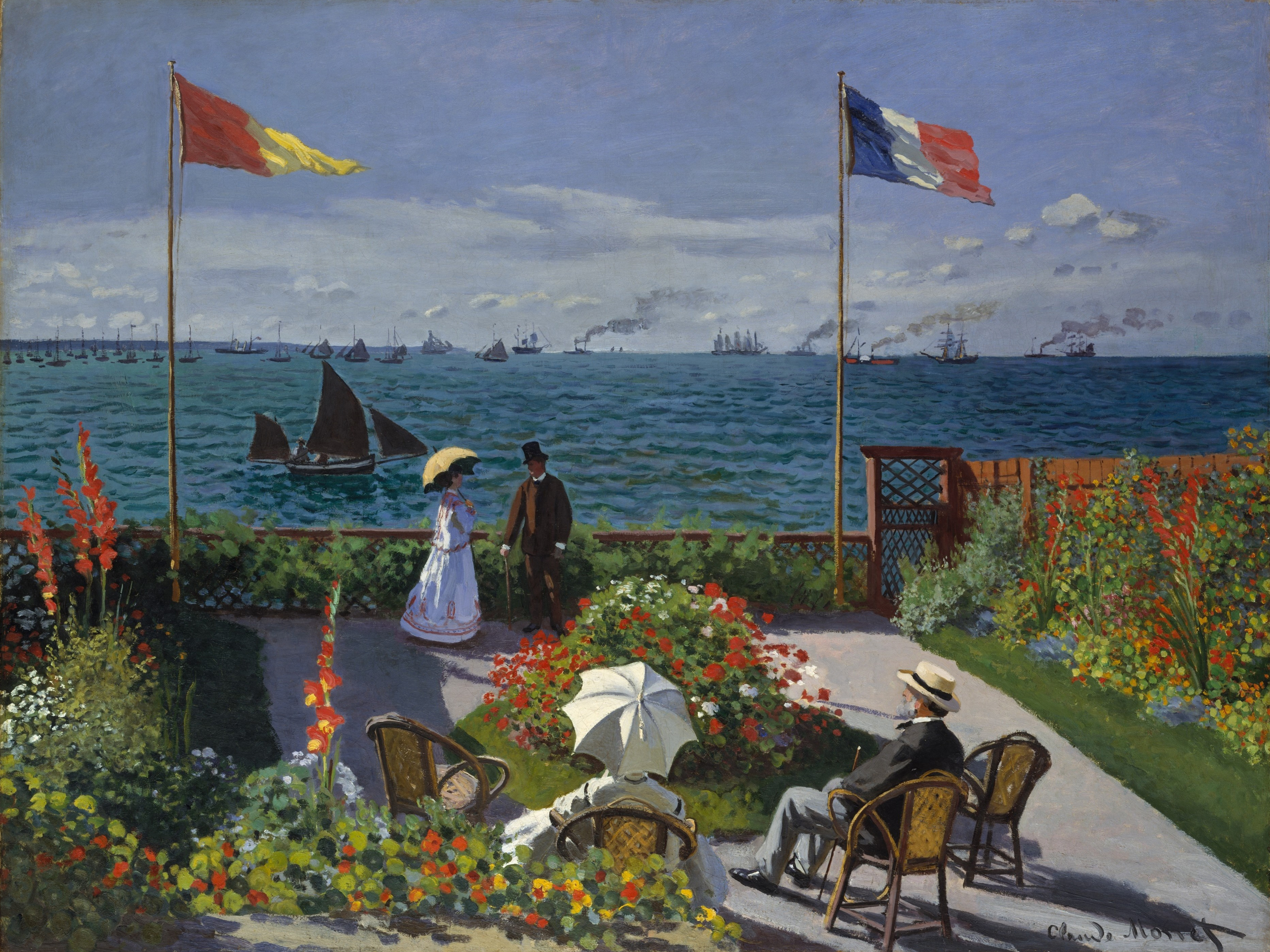
Terrassen i Sainte-Adresse, 1867, Metropolitan Museum of Art, New York.
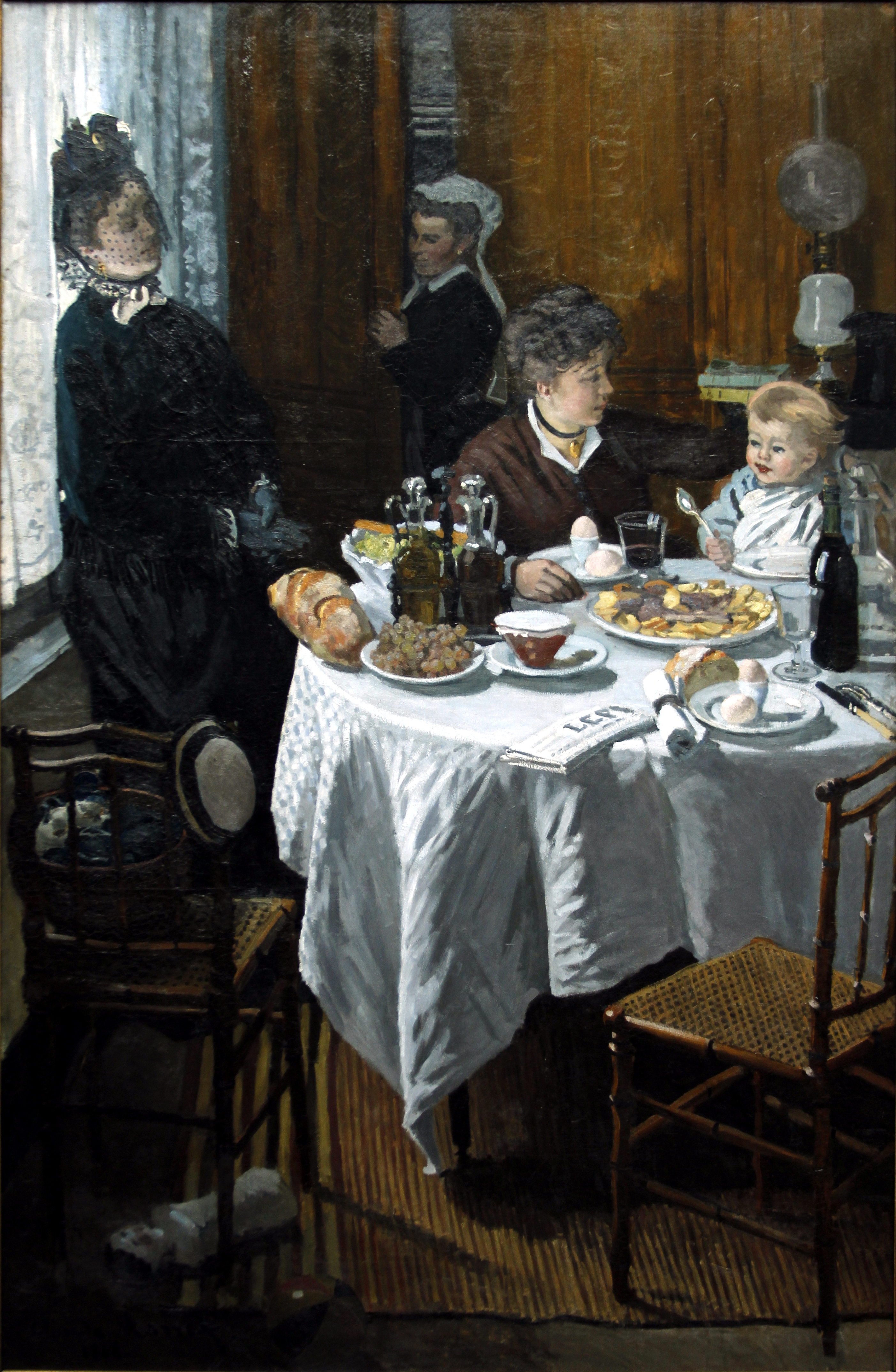
Frukosten, 1868, Städel Museum, Frankfurt
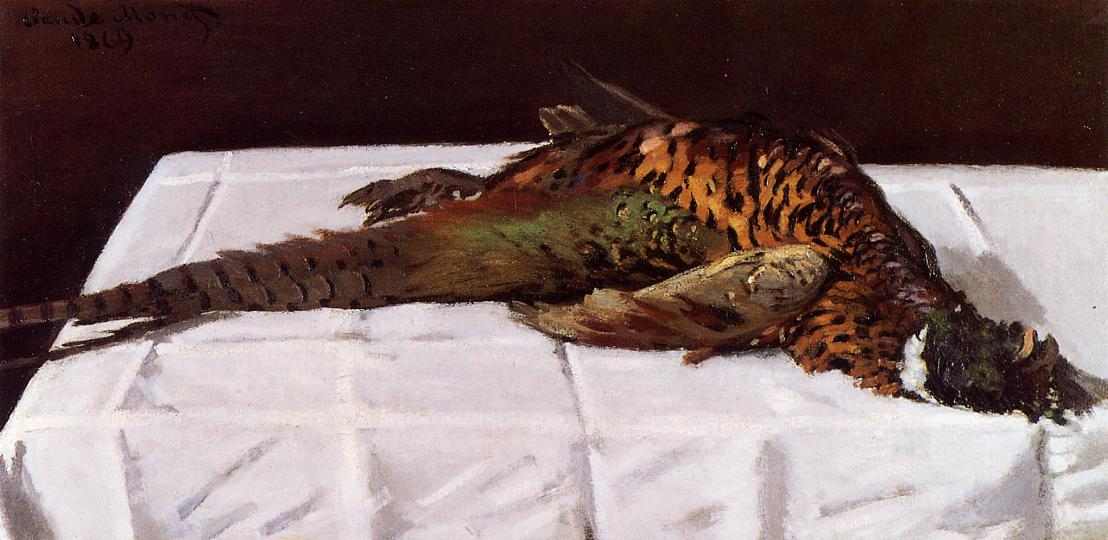
Fasan, 1869. Privat ägo.
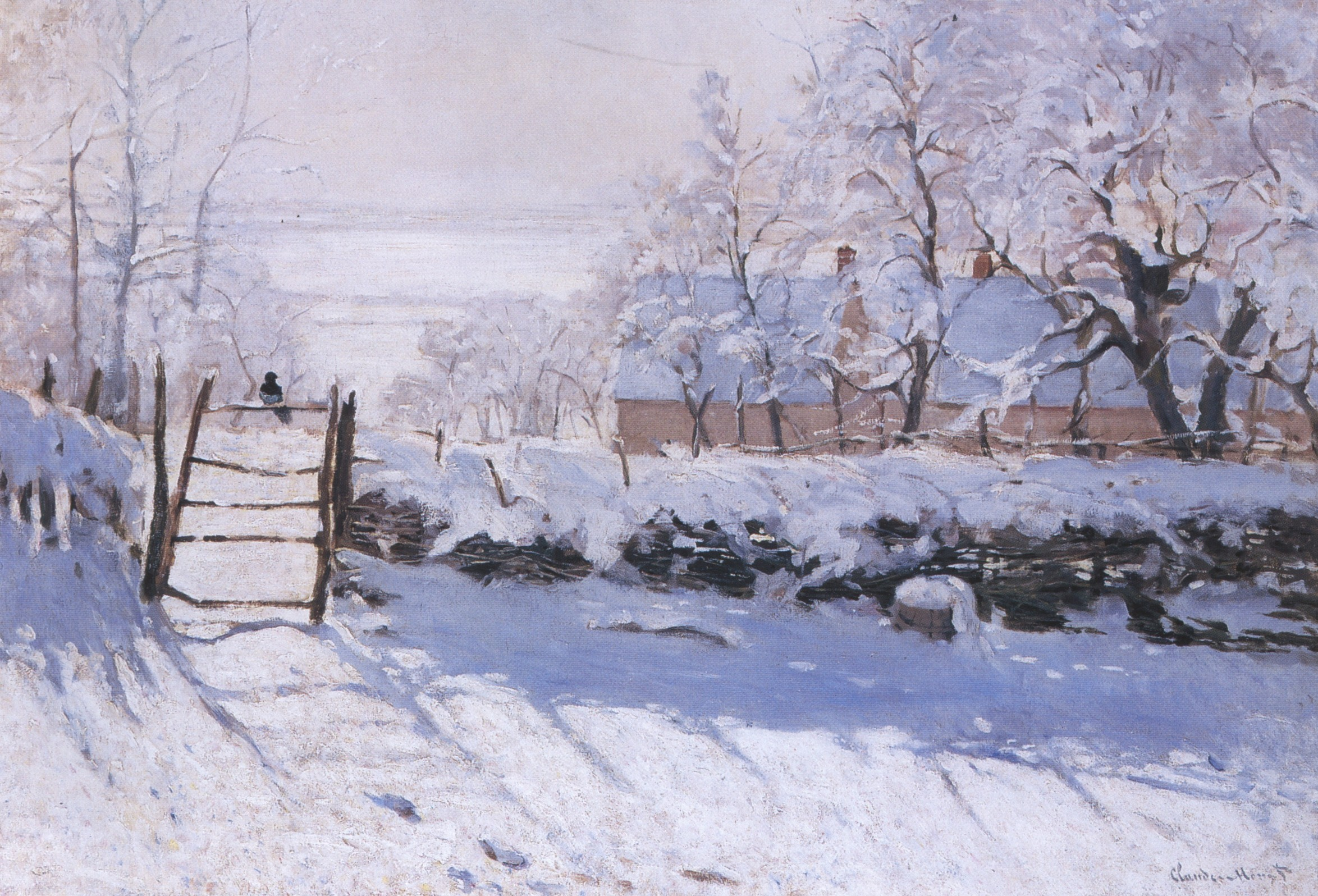
Skatan, 1868–1869. Musée d'Orsay, Paris.
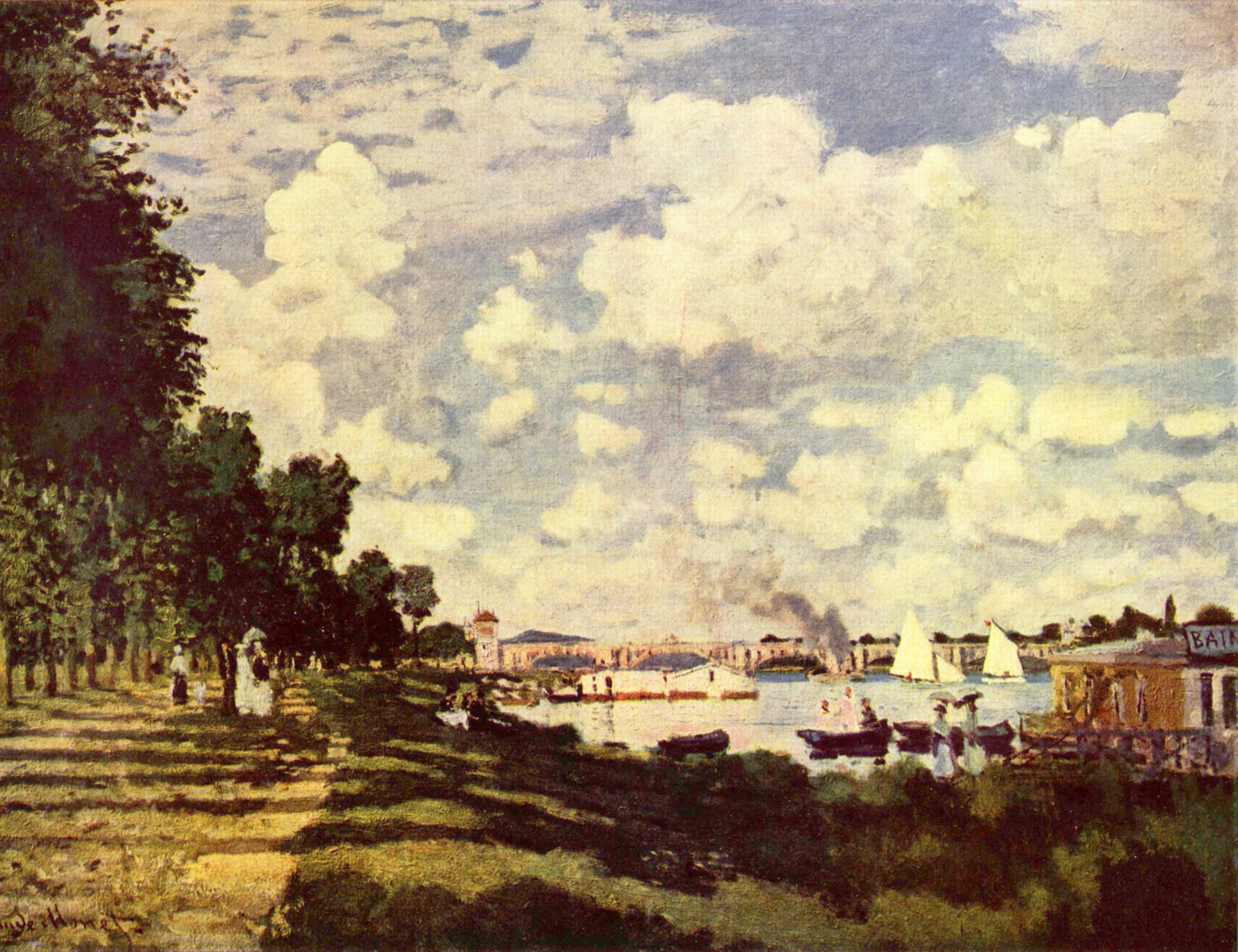
Seine vid Argenteuil, 1872, Musée d'Orsay, Paris.
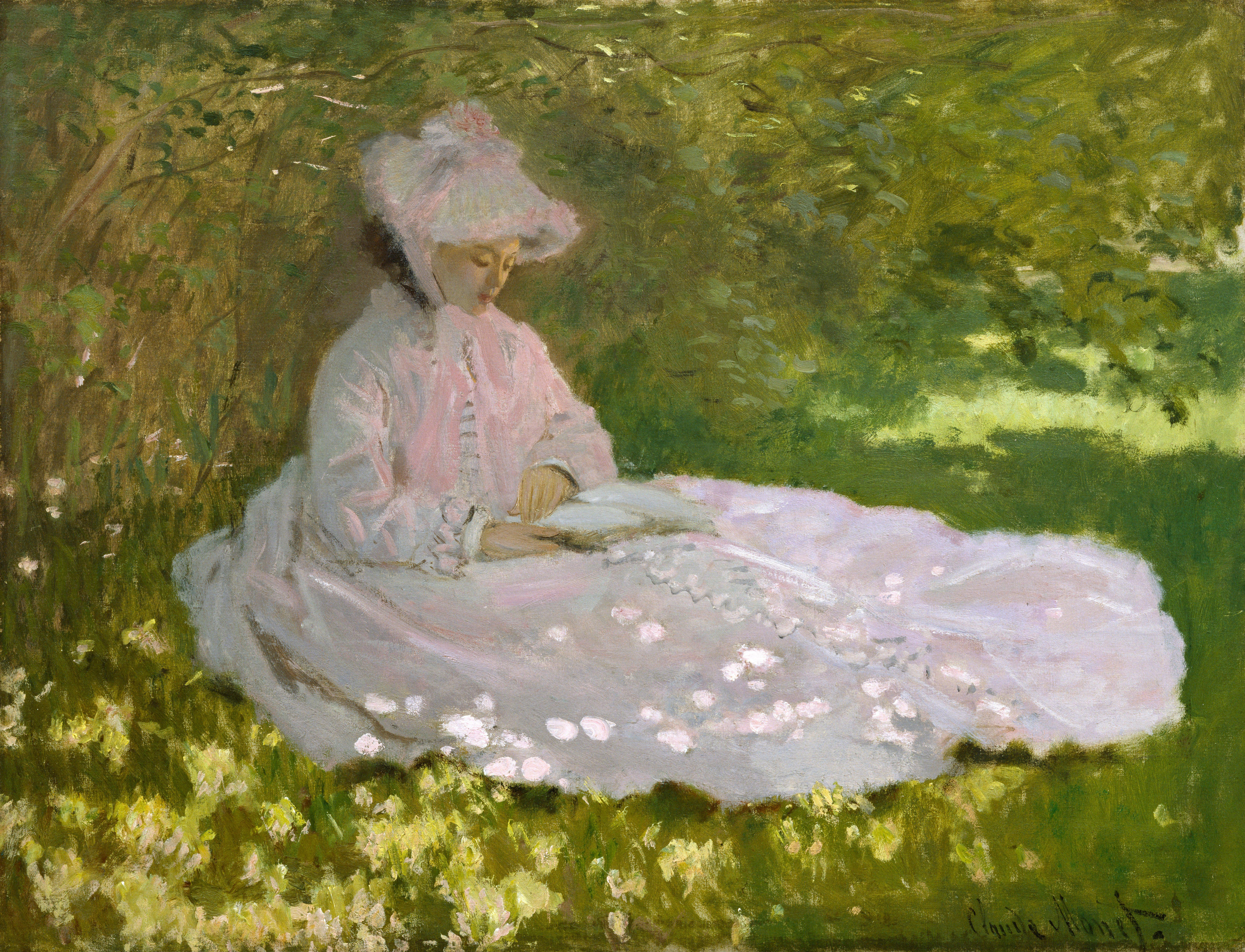
Vår (1872). Walters Art Museum, Baltimore.
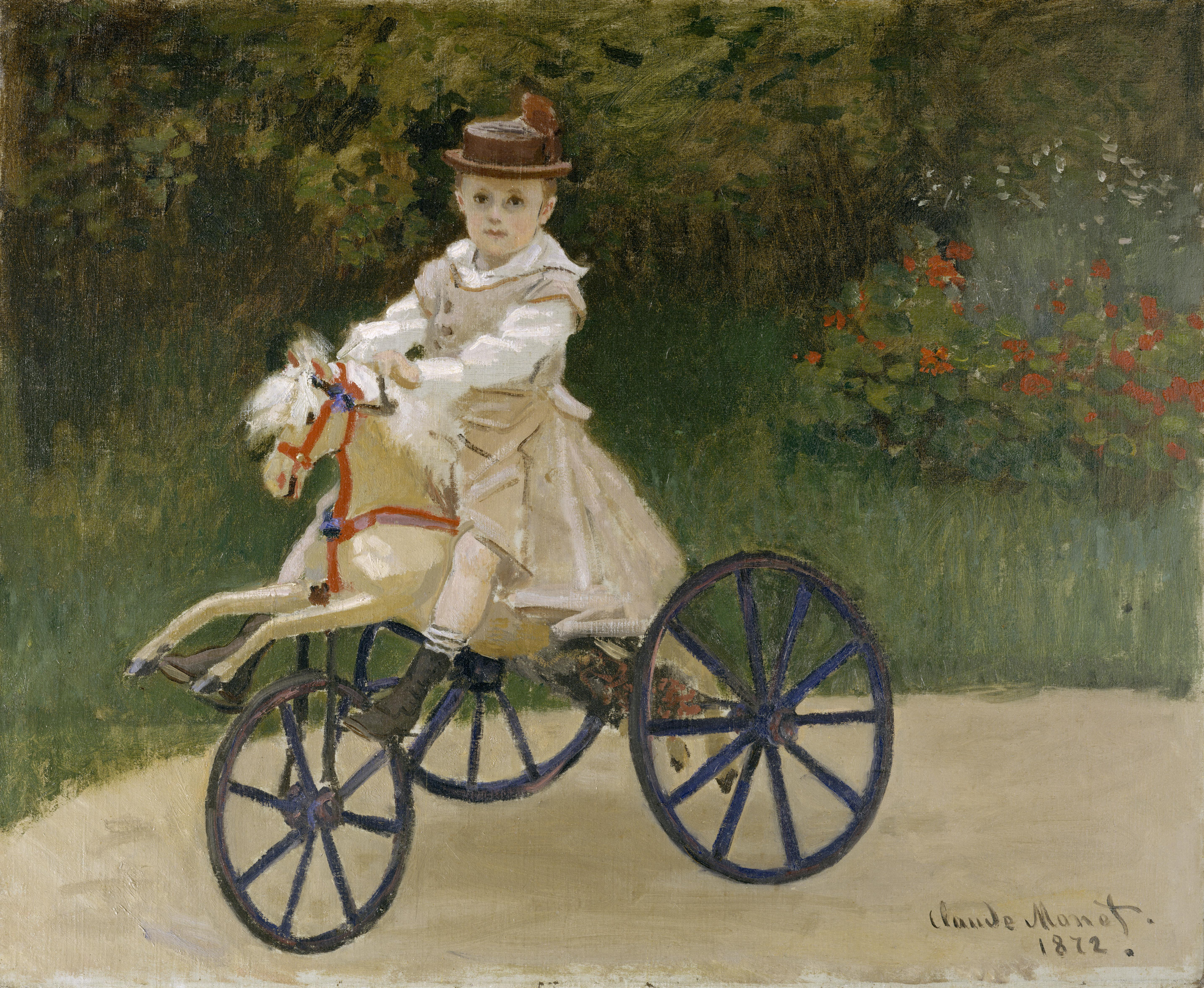
Jean Monet på sin leksakshäst, 1872, Metropolitan Museum of Art, New York.
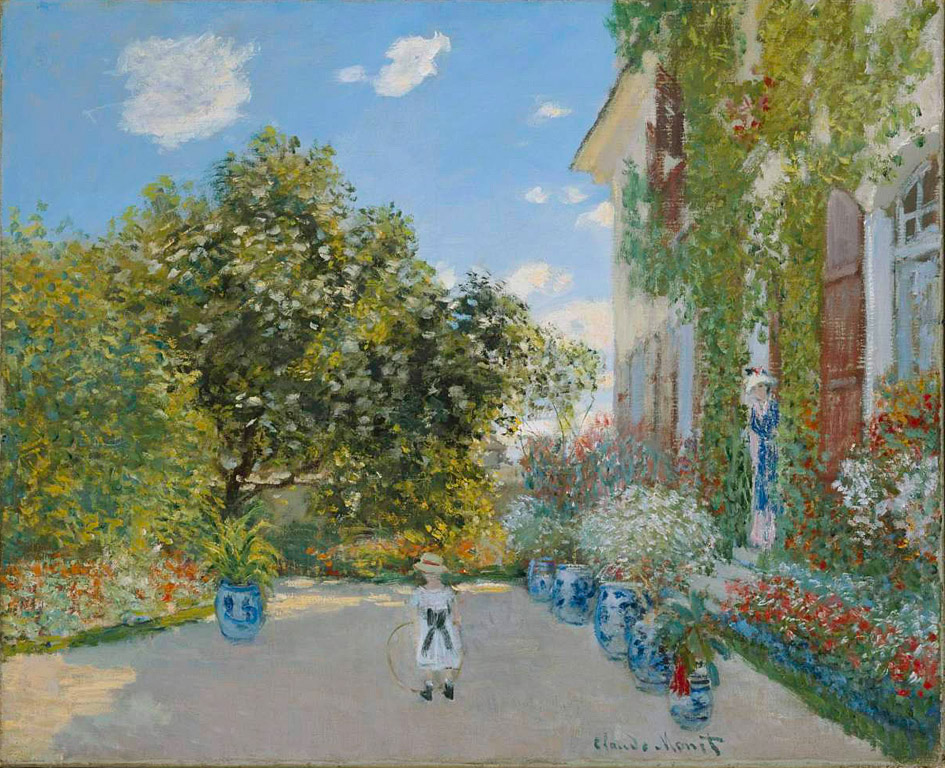
Monets hus i Argenteuil, 1873, Art Institute of Chicago
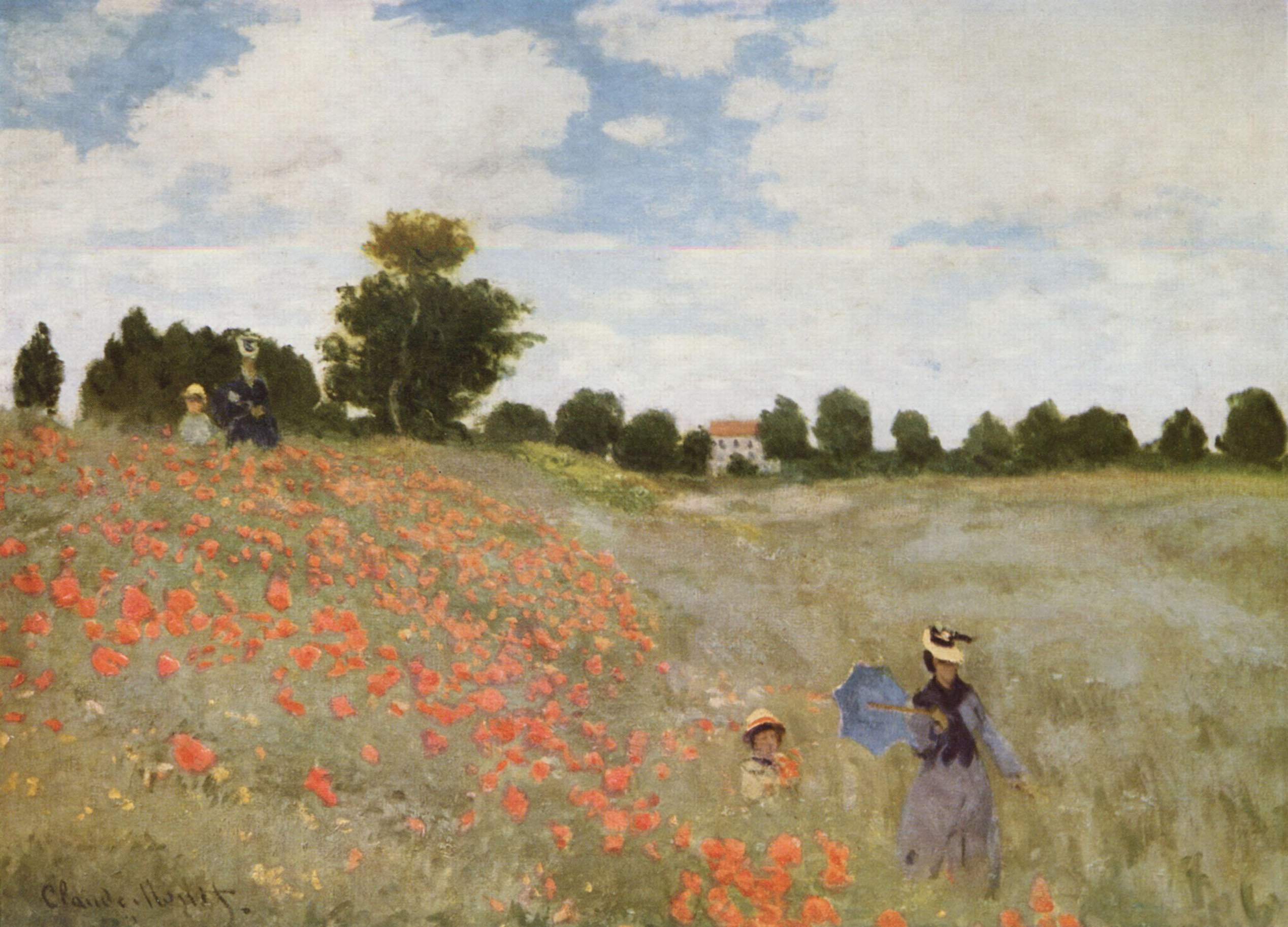
Blommande vallmo, 1873, Musée d'Orsay, Paris.
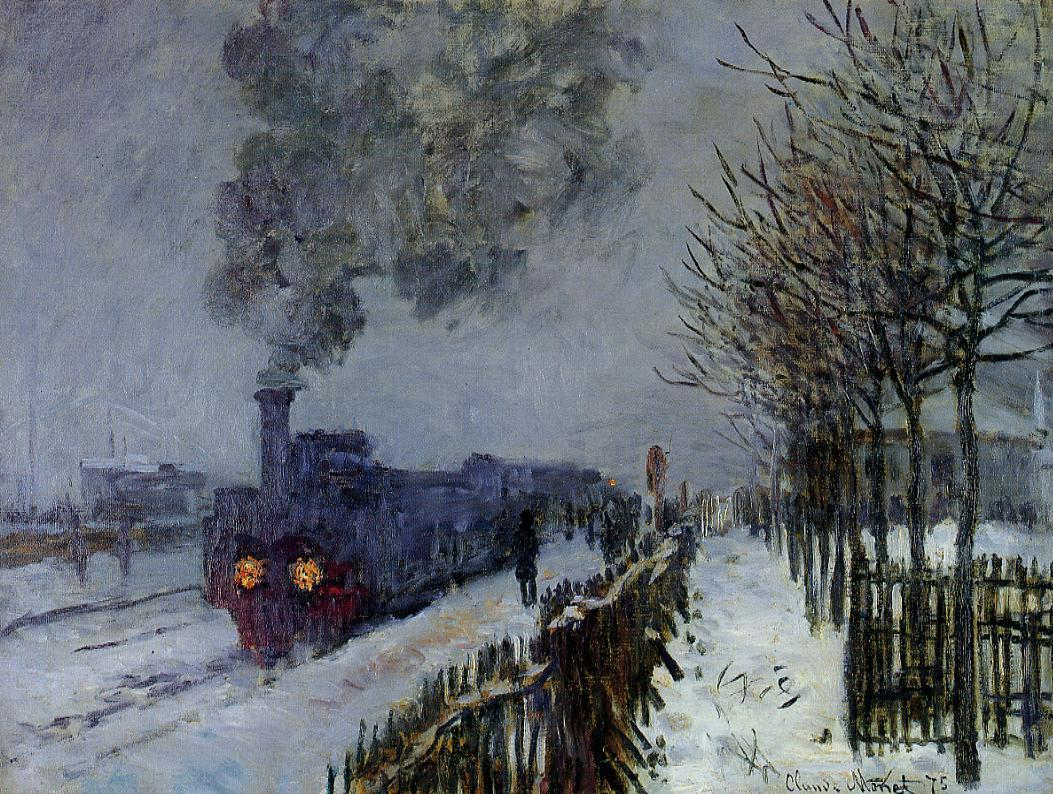
Tåg i Snö, 1875, Musée Marmottan Monet, Paris.
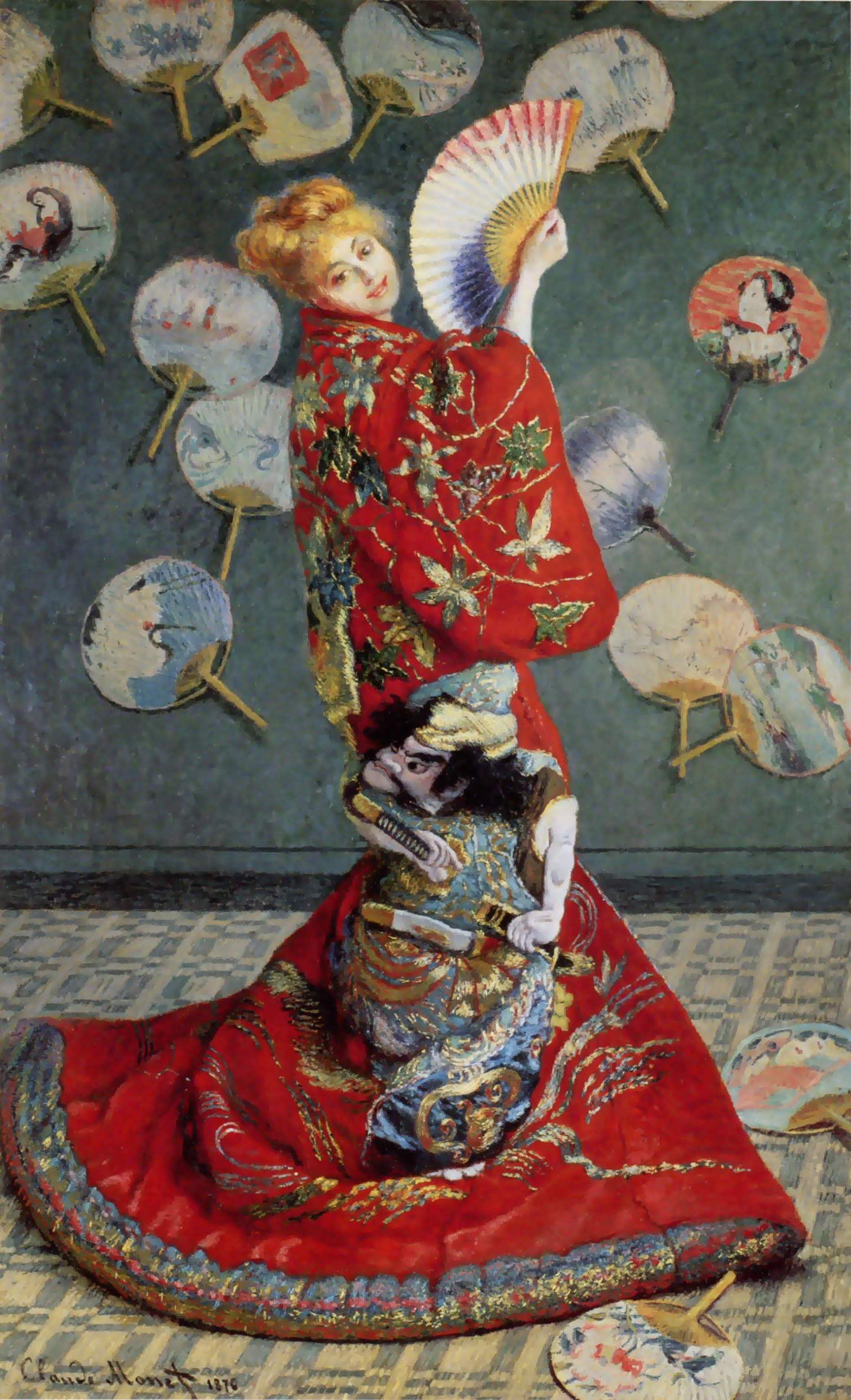
Madame Monet i japansk dräkt, 1875, Museum of Fine Arts, Boston
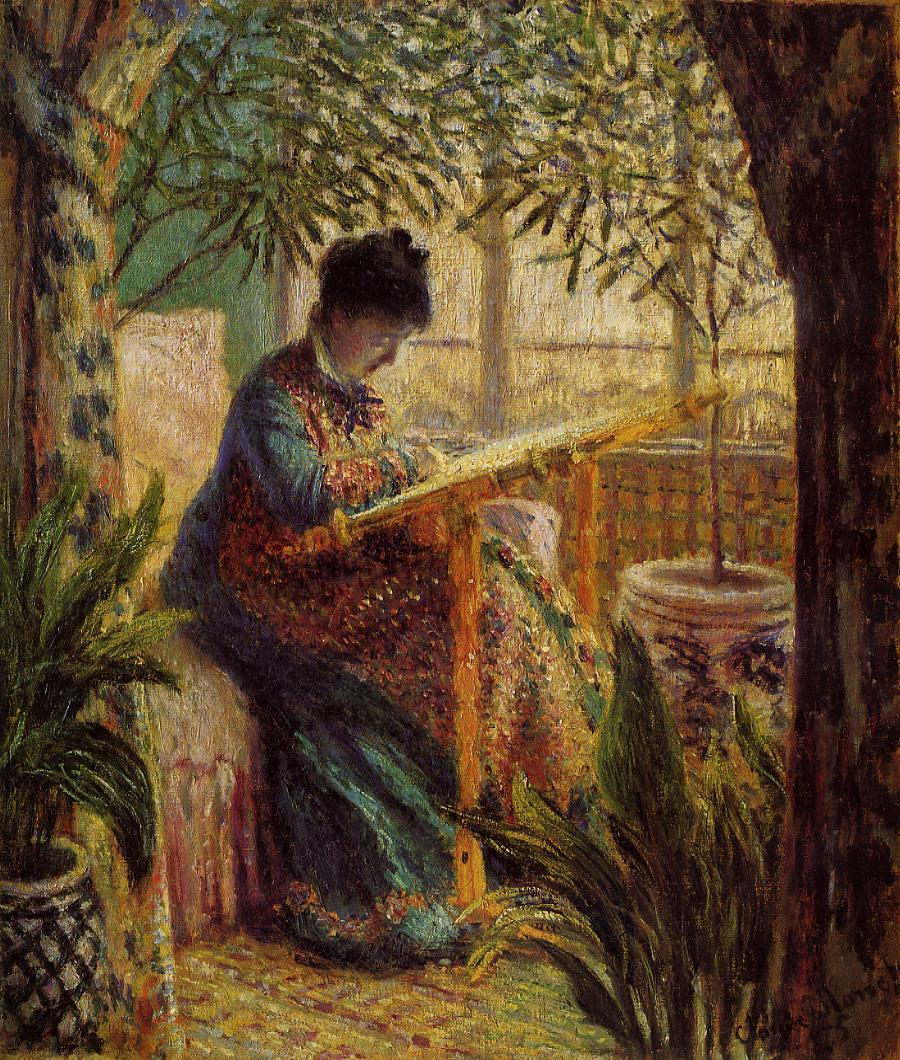
Camille Monet i sitt rum, 1875, Barnes Foundation, Philadelphia
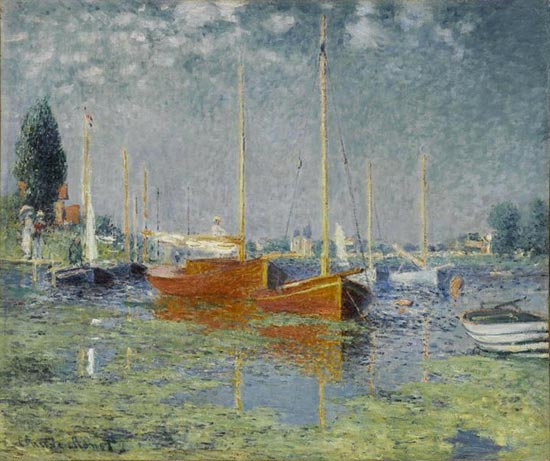
Argenteuil, 1875, Musée de l'Orangerie, Paris.
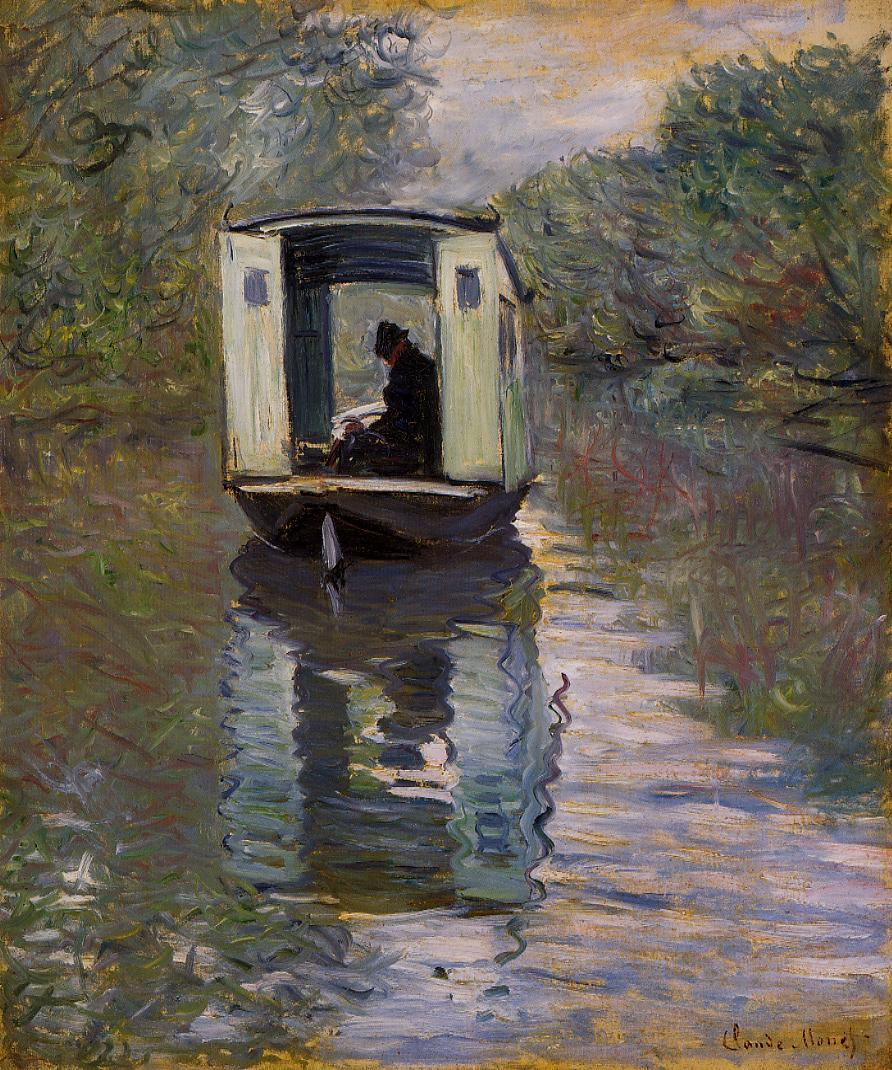
Båt-ateljén, 1876, Barnes Foundation, Philadelphia
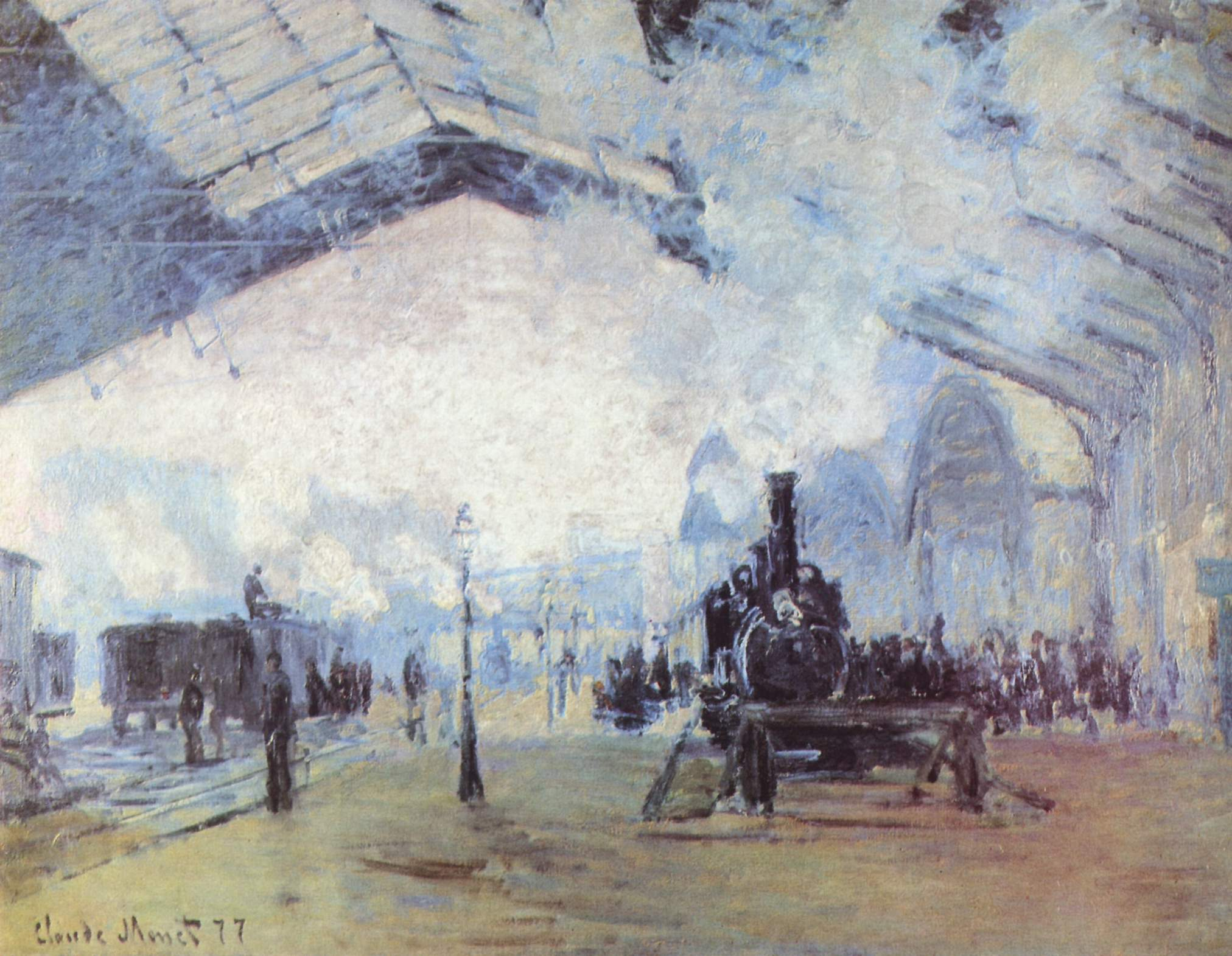
Stationen Saint-Lazare 1877, Art Institute of Chicago
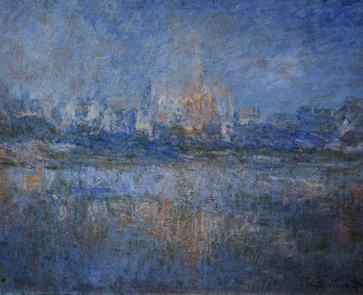
Vétheuil i dimma, 1879, Musée Marmottan Monet, Paris.

Monet och Doncieux gifte sig 1870. De fick en son till, Michel, den 17 mars 1878. Monets fru dog av tuberkulos året därpå. Alice Hoschedé bestämde sig då för att hjälpa Monet med att uppfostra hans två barn. De bodde tillsammans i Poissy med Hoschedés egna barn. I april 1883 flyttade de till ett hus i Giverny, Eure i Normandie där Monet anlade en stor trädgård som han målade av under resten av sitt liv. Monet och Hoschedé gifte sig 1892. Mellan 1883 och 1908 reste Monet till Medelhavet där han målade av landskap och sjöar som Bordighera. Hans fru Alice dog 1911 och sonen Jean 1914. Monet drabbades av grå starr på ögonen och genomgick två operationer 1923. Det är intressant att notera att de målningar som gjordes när starren påverkade hans syn generellt har en röd ton, vilket är karaktäristiskt för synen hos personer med grå starr. Det kan också vara så att han efter operationerna kunde se vissa ultravioletta våglängder av ljus som normalt sett exkluderas av ögats lins; detta kan ha haft en effekt på de färgtoner han uppfattade. Efter operationerna målade han om några av dessa målningar.
Monet dog 1926 i en ålder av 86 år och är begravd på kyrkogården i Giverny.

## Konst

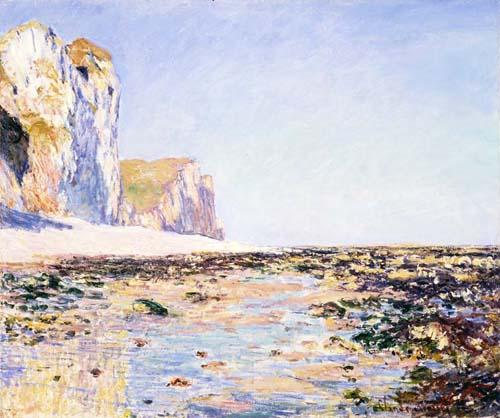
Pourvilles kust och klippor på morgonen

Under 1880-talet och 1890-talet började Monet göra seriemålningar enligt en metod att utföra flera målningar av samma motiv, men i varierande ljus och väder. Hans första serie var av Katedralen i Rouen från olika vinklar och vid olika tidpunkter på dagen. Tjugo vyer av katedralen blev utställda vid Galerie Durand-Ruel 1895. Han målade också en serie målningar av höstackar vid olika tidpunkter på dygnet.
Monet var mycket förtjust i att måla kontrollerad natur: speciellt hans egen trädgård i Giverny med dess näckrosor, damm och bro. Han målade även av stränderna längs Seine.
Hans berömda hus och trädgård med dess näckrosdamm och bro i Giverny är ett populärt resmål för turister. I huset finns många kopior av japanska träsnitt.
År 2004 såldes Le Parlement, Effet de Brouillard (1904) i London för över 20 miljoner dollar.
Monet är representerad vid bland annat Göteborgs konstmuseum.

## Eftermäle
Nedslagskratern Monet på planeten Merkurius och asteroiden 6676 Monet är uppkallade efter honom.

## Sena målningar

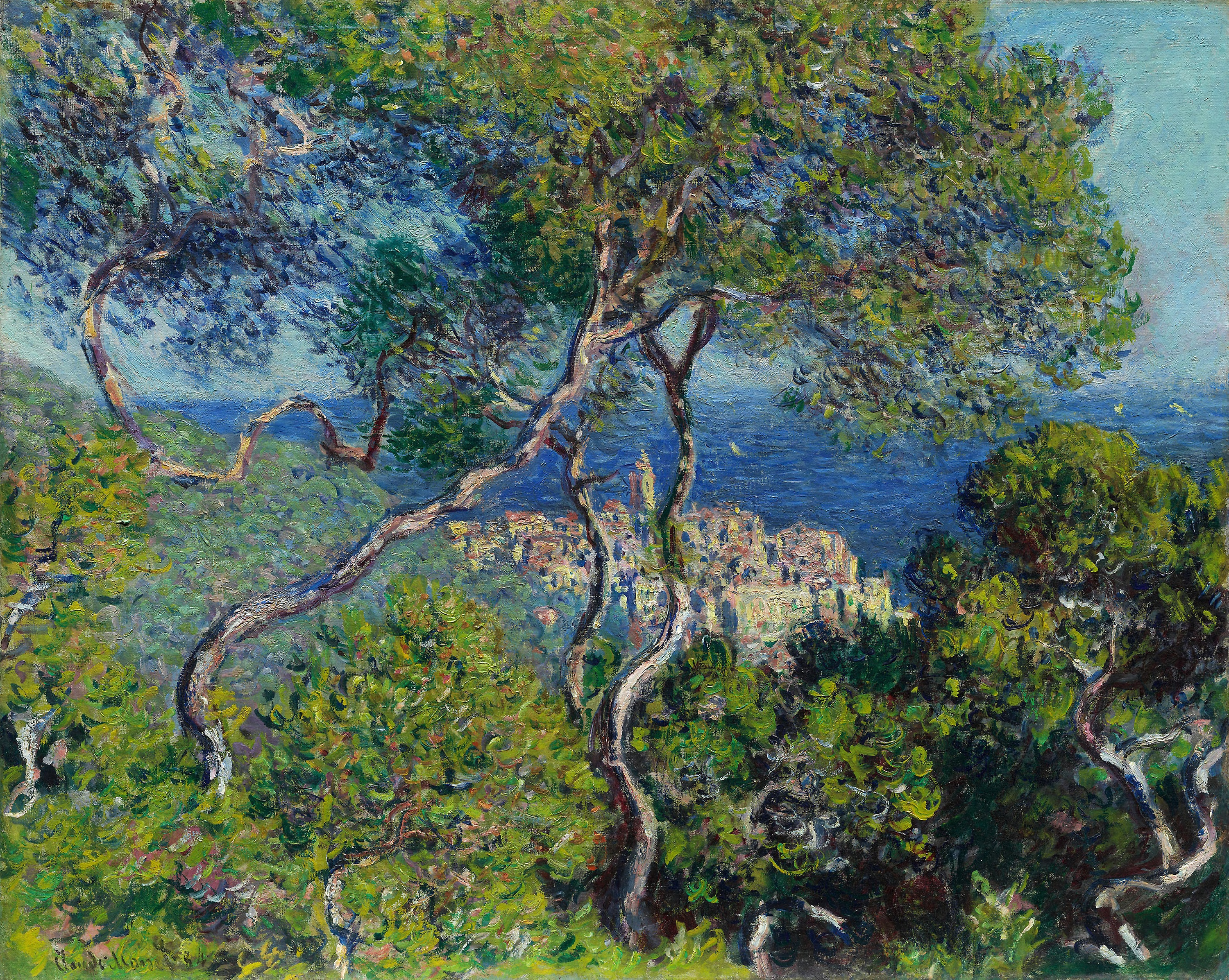
Bordighera (1884)
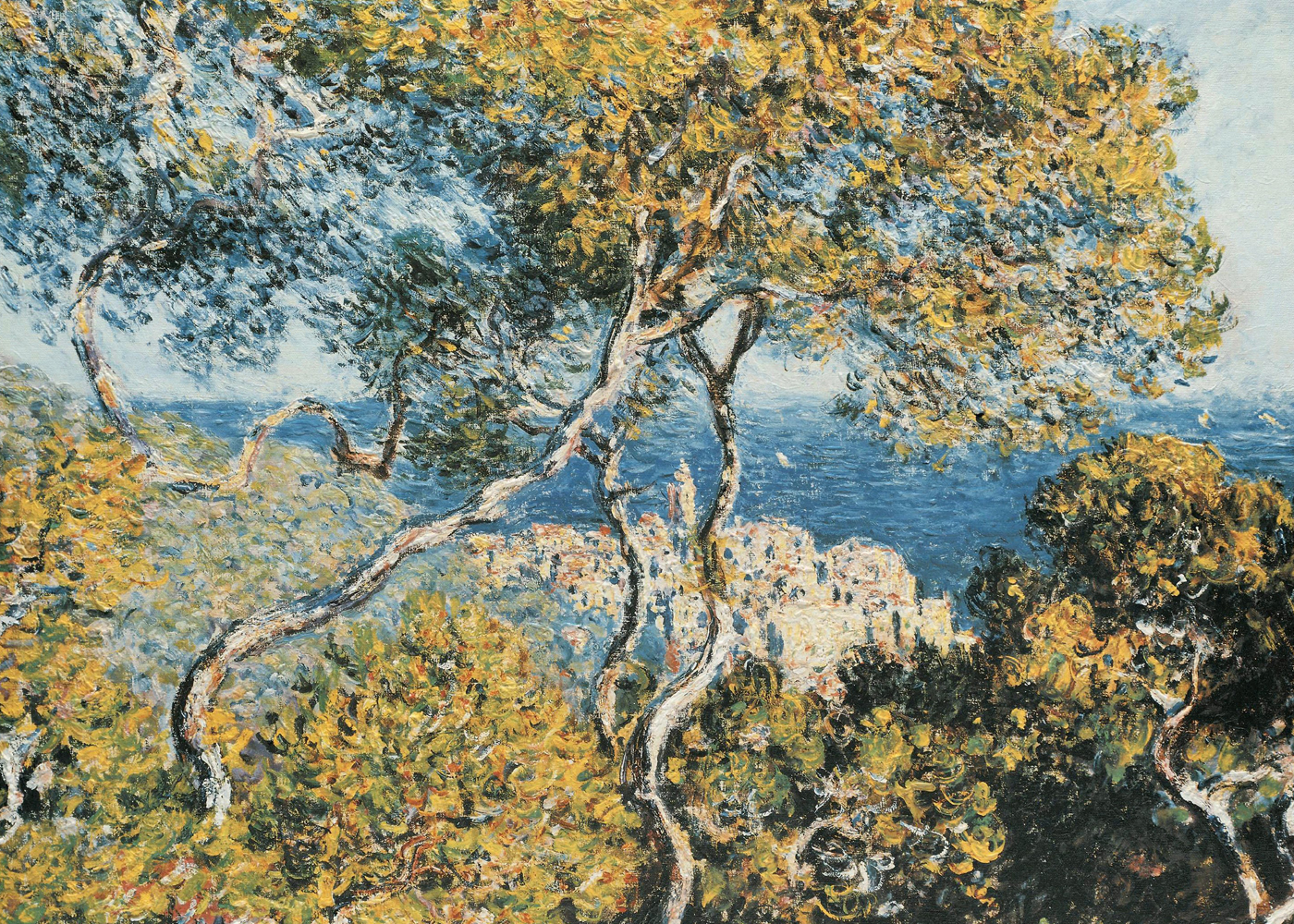
Claude Monet - Bordighera, 1884, Art Institute of Chicago, Illinois
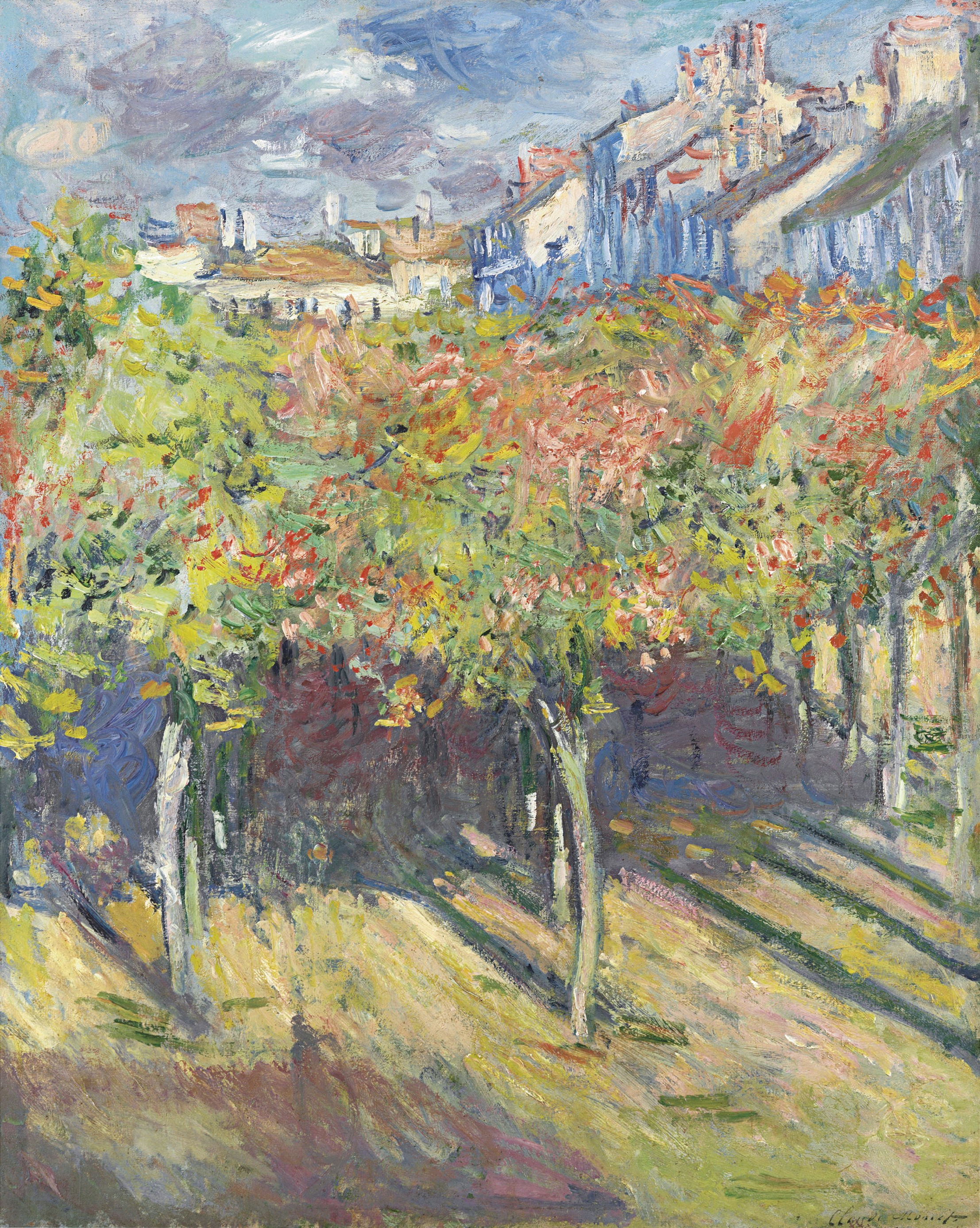
Lindarna i Poissy, 1882
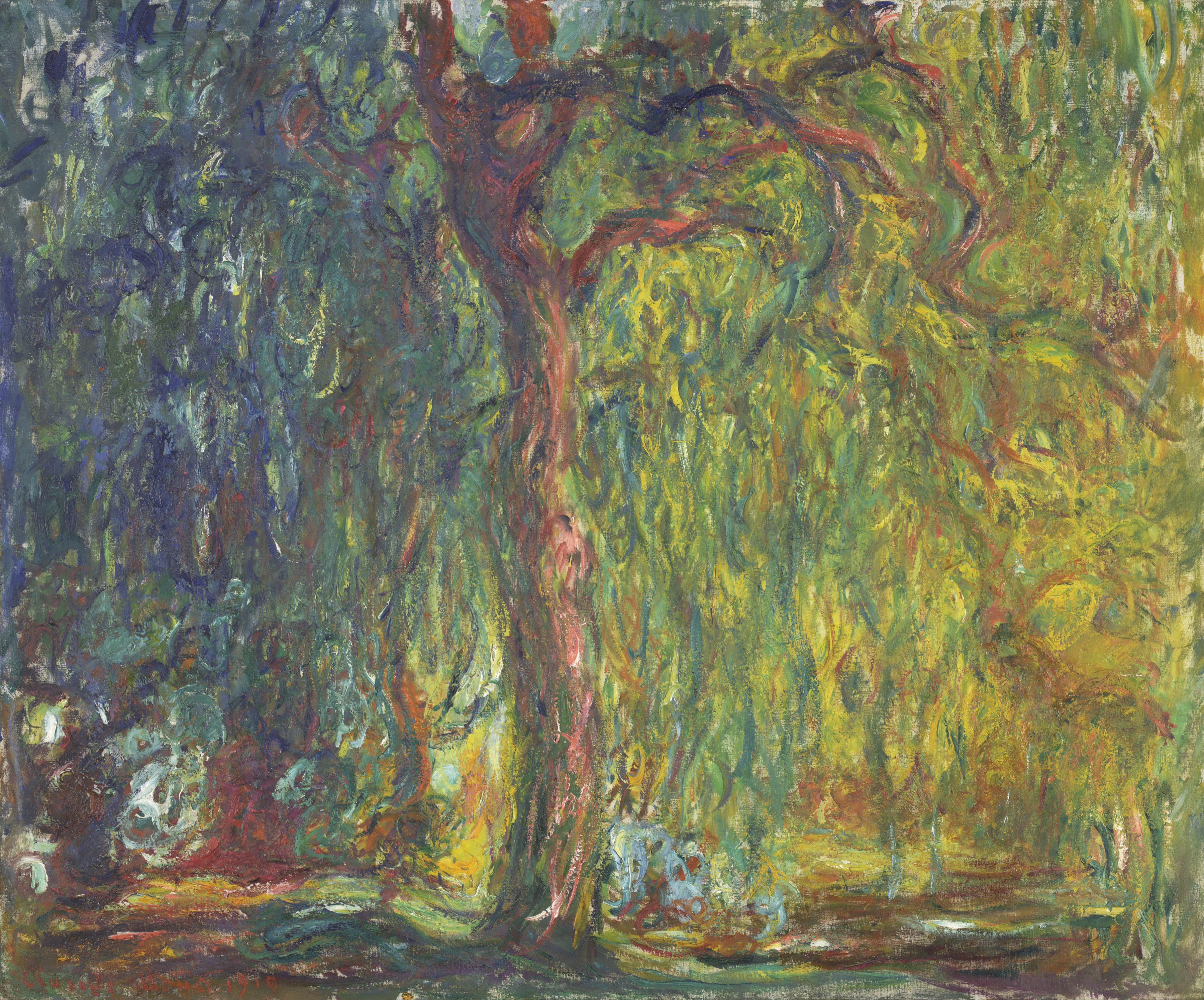
Hängpilar, 1918–1919, Kimball Art Museum, Fort Worth
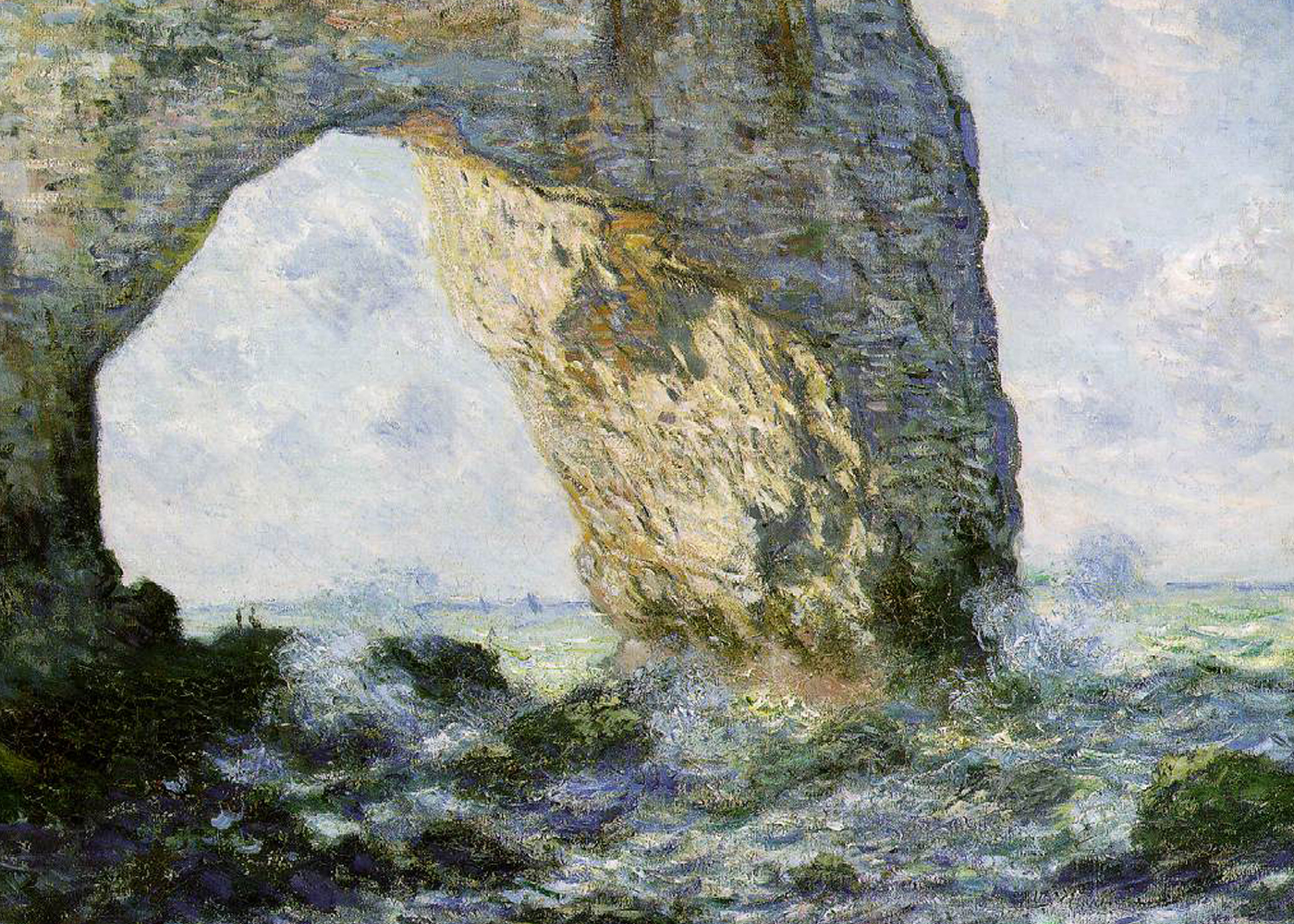
Klipporna vid Étretat 1883, Metropolitan Museum of Art, New York
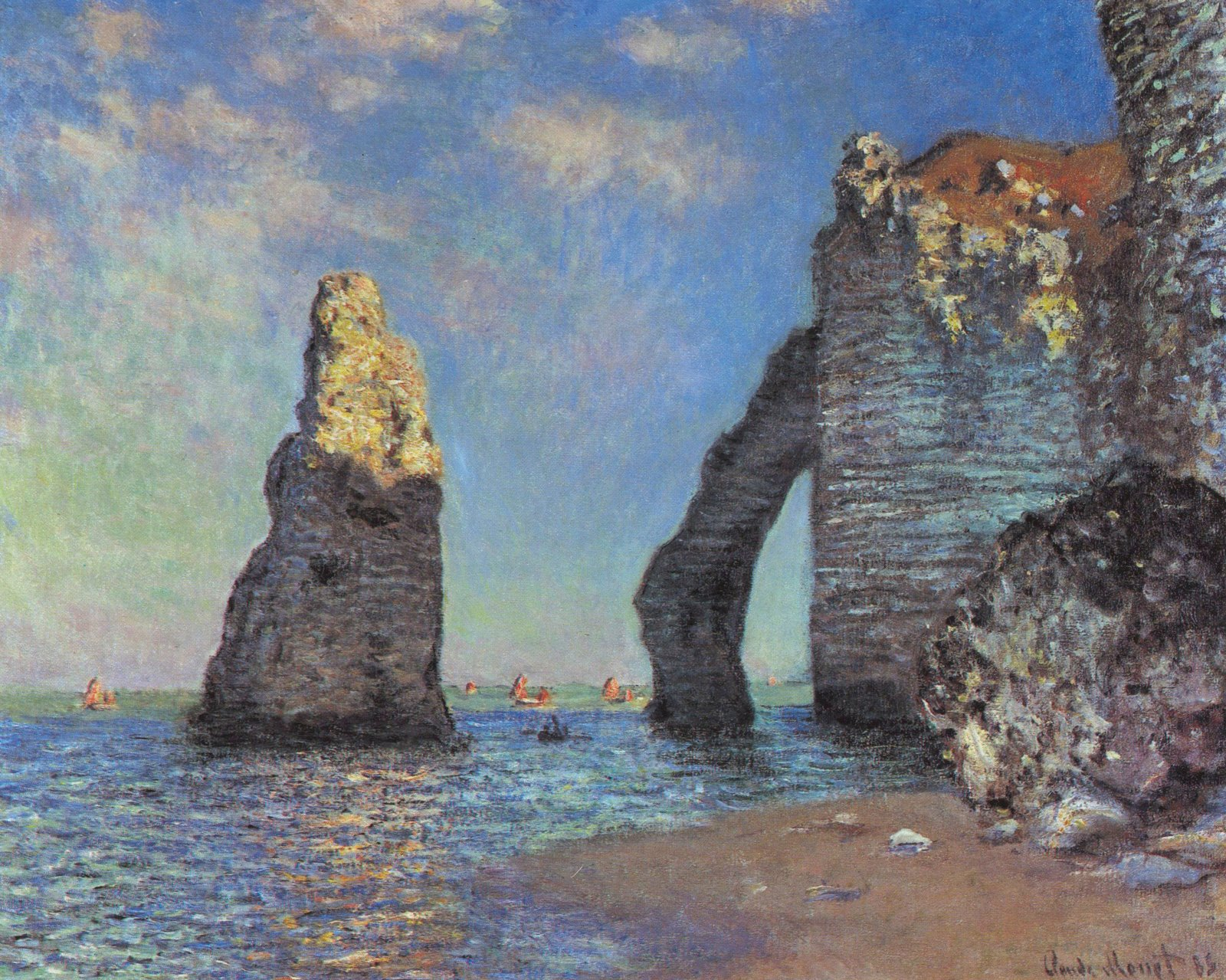
Klipporna vid Etretat, 1885, Clark Art Institute, Williamstown, Massachusetts
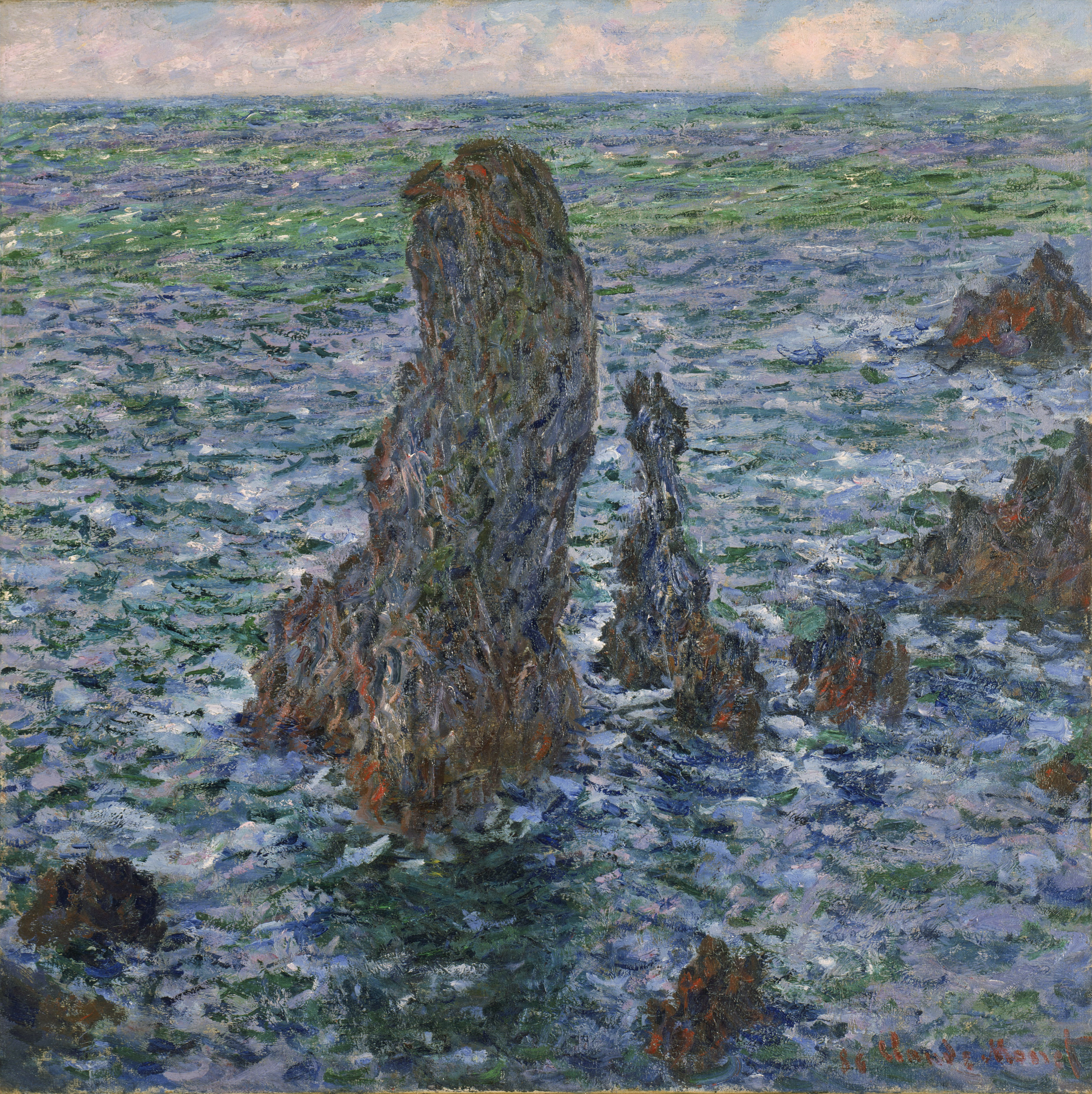
Pyramiderna i Port-Coton, 1886
Fiskarens hus i Varengeville, 1882, Museum Boymans-van Beuningen, Rotterdam
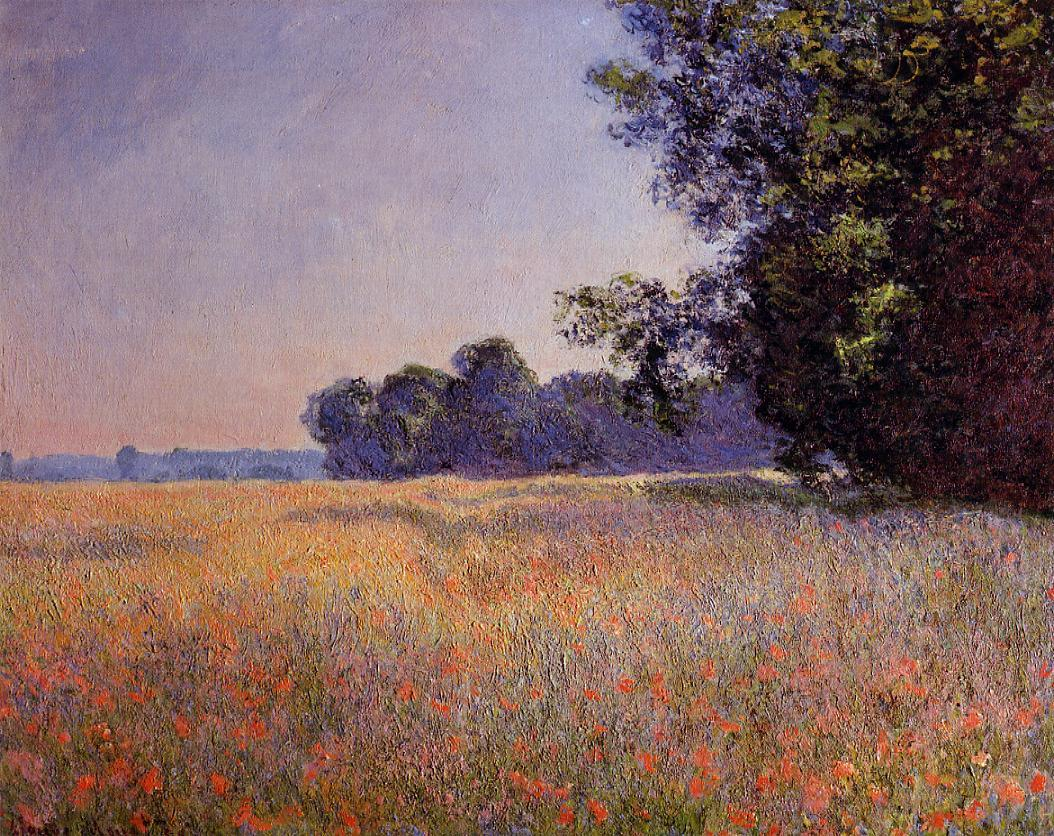
Vallmo och havre
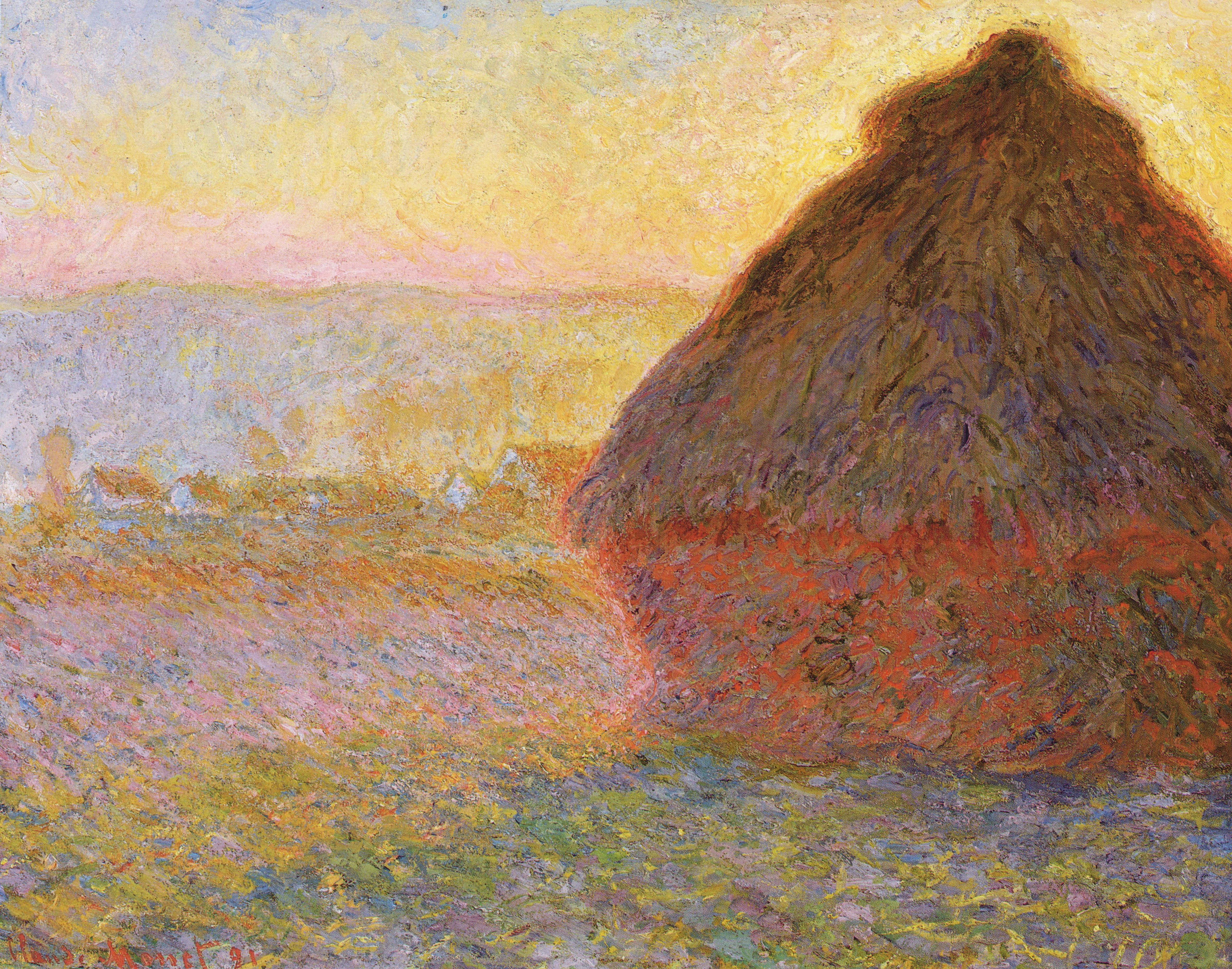
Höstackar, 1890–1891, Museum of Fine Arts, Boston
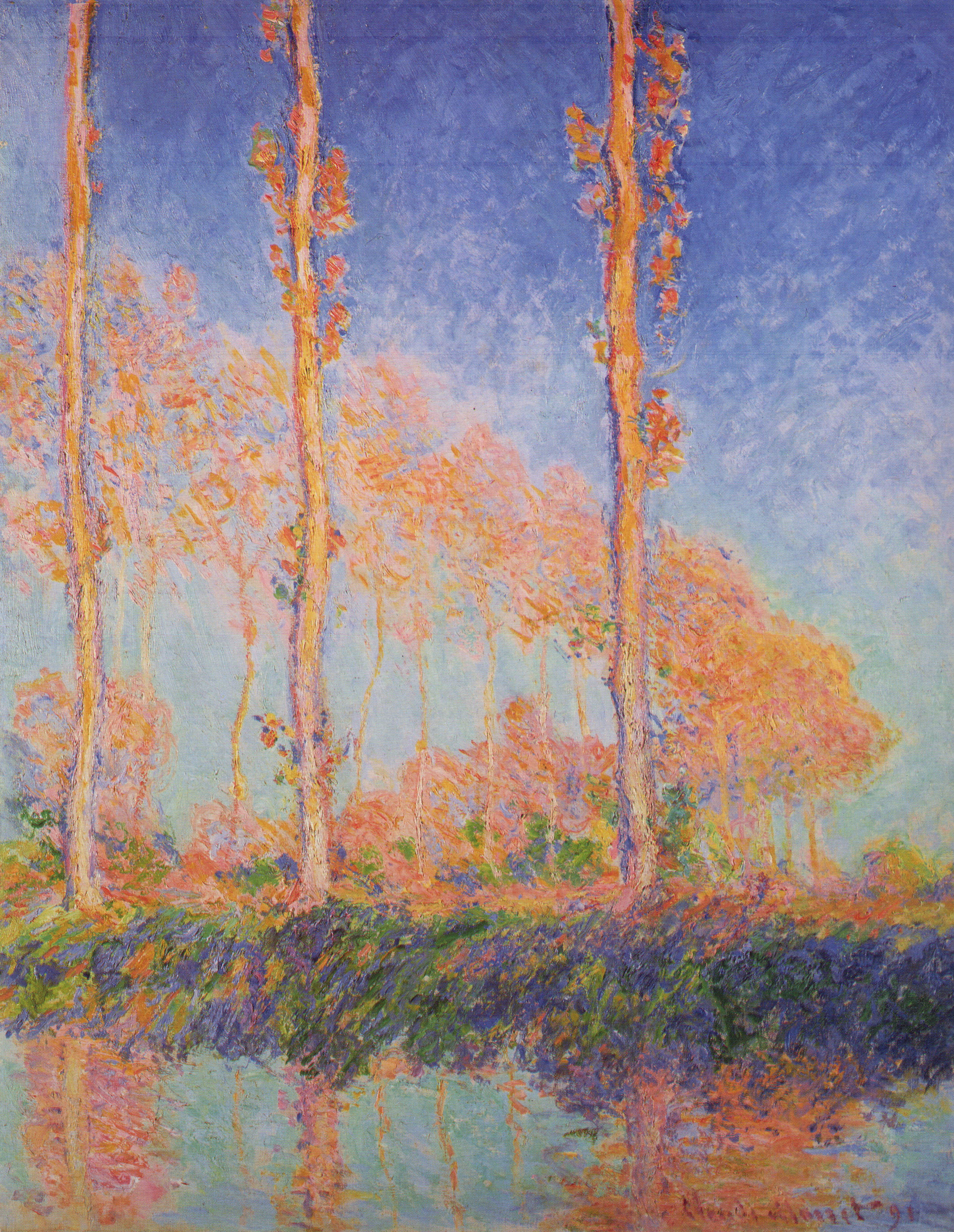
Popplar, 1891, Philadelphia Museum of Art
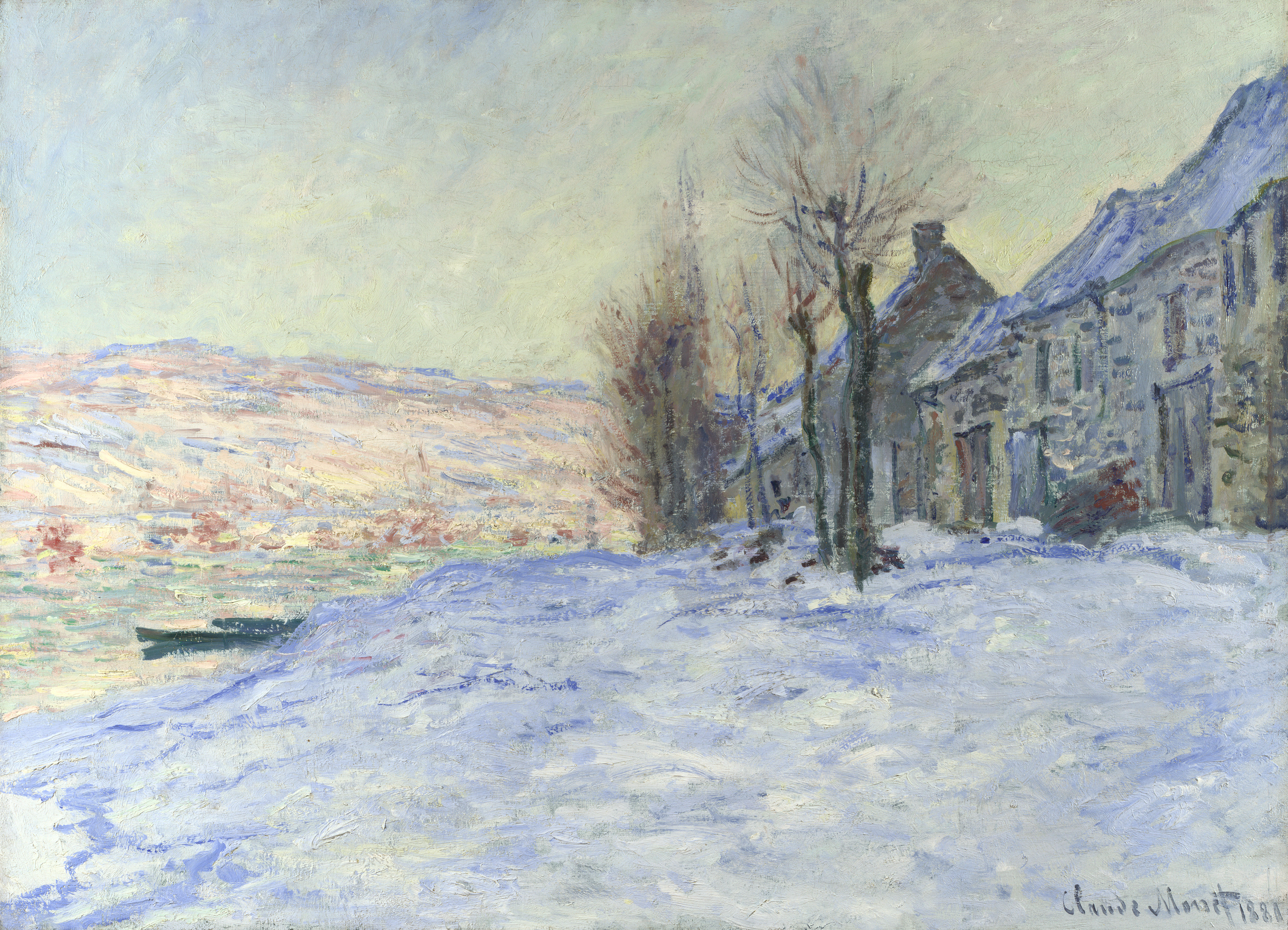
Lavacourt landskap
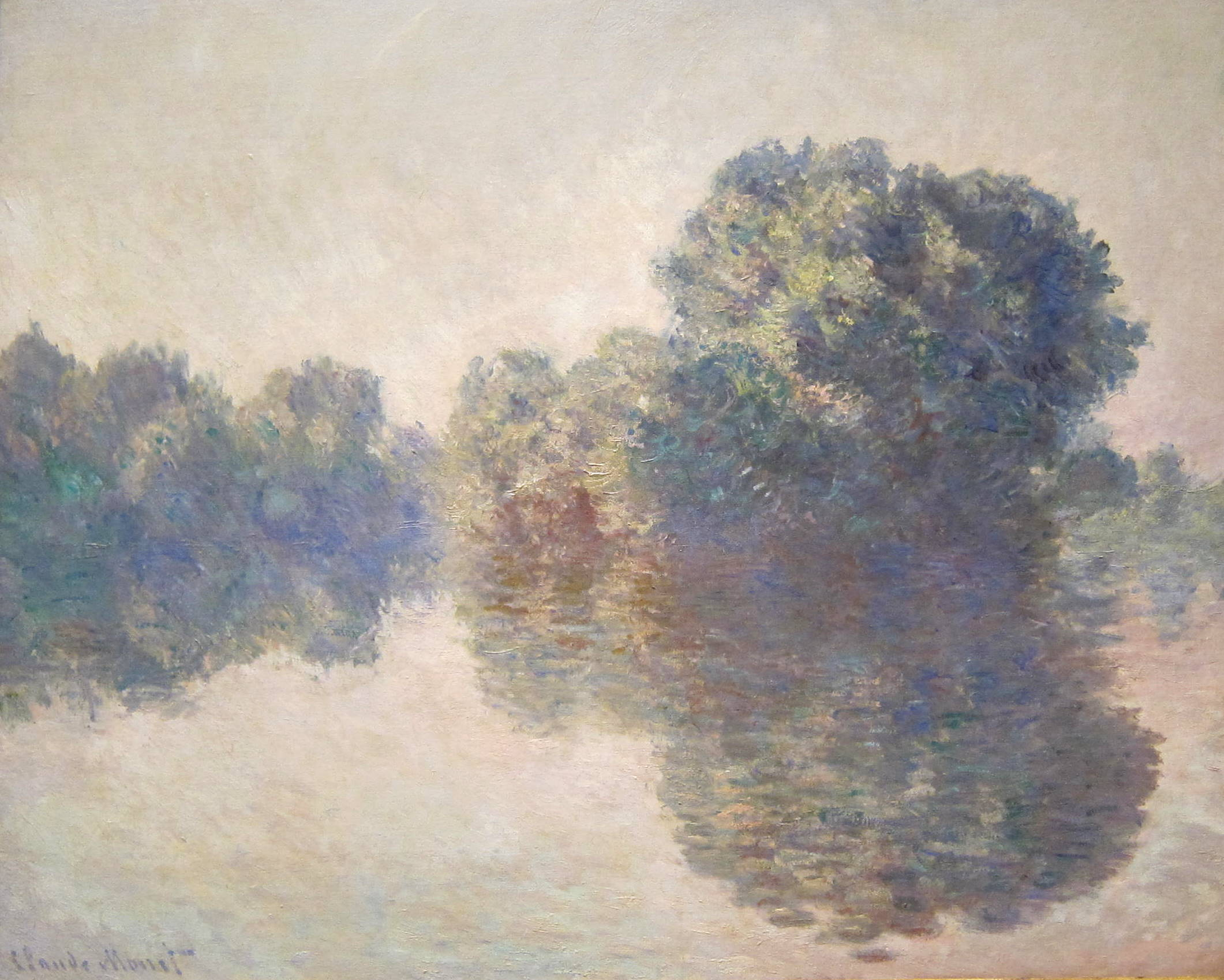
Seine vid Giverny, 1897, National Gallery of Art, Washington
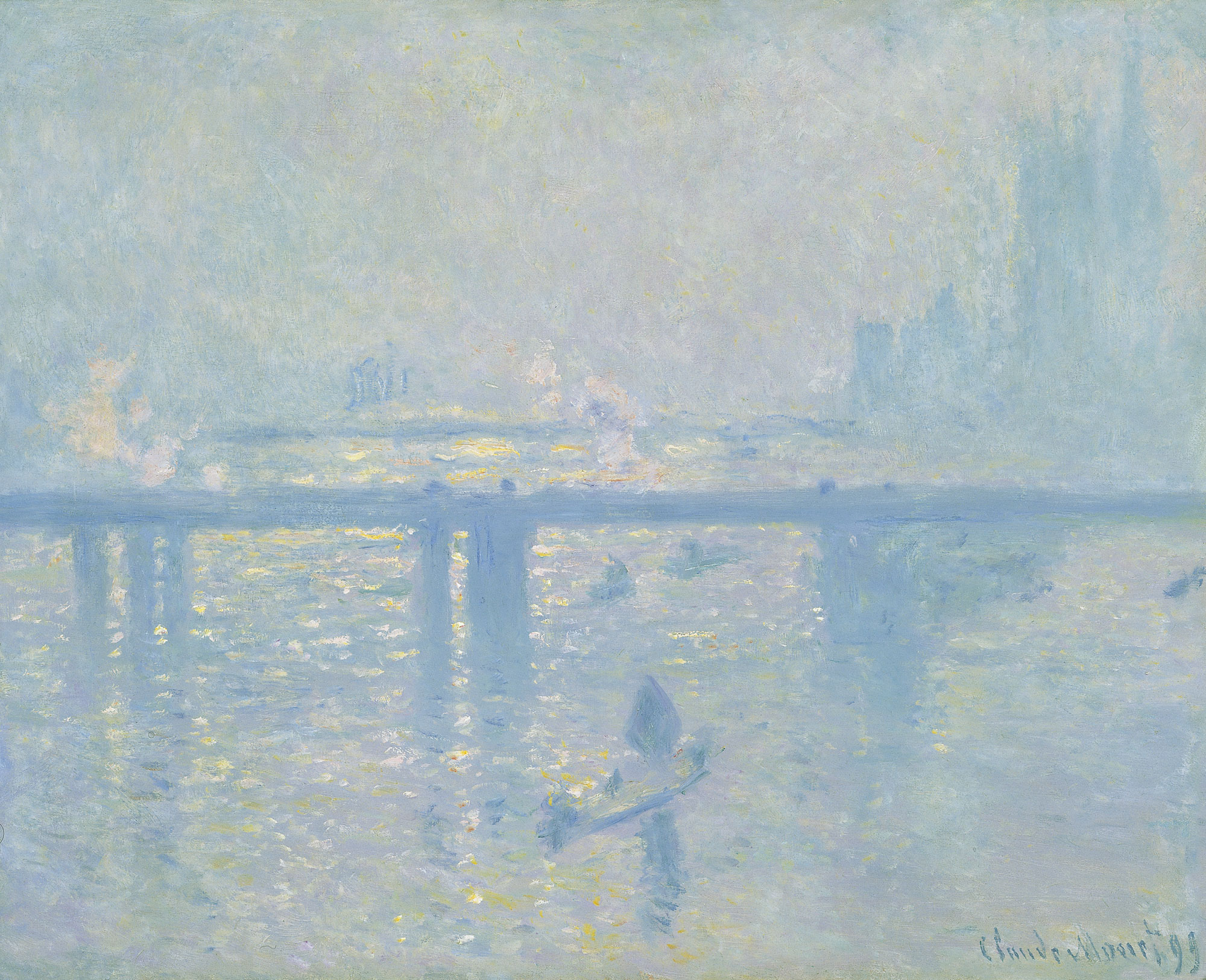
Charing Cross bro, 1899, Museo Thyssen-Bornemisza, Madrid
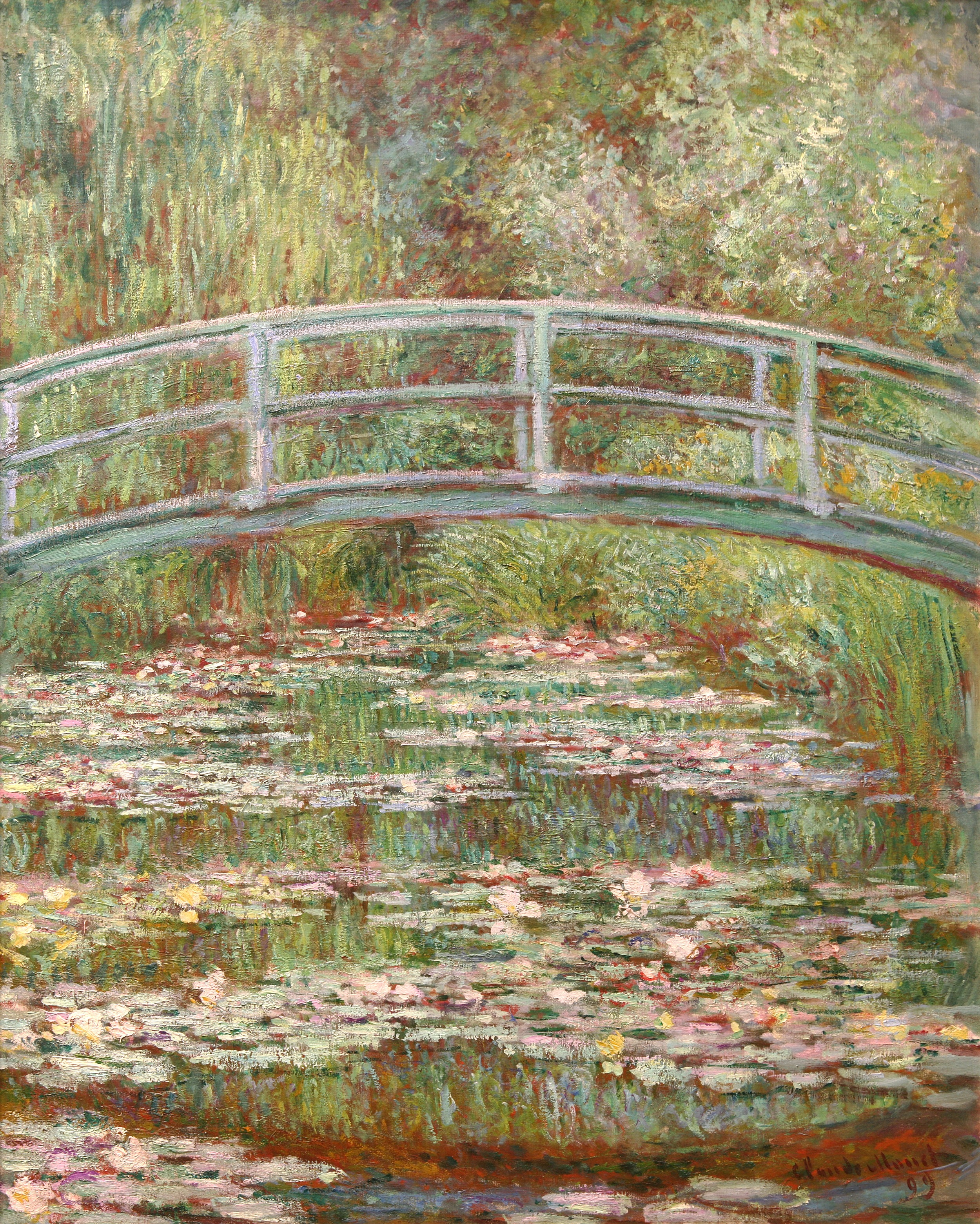
Bro över näckrosdamm, 1899, Metropolitan Museum of Art
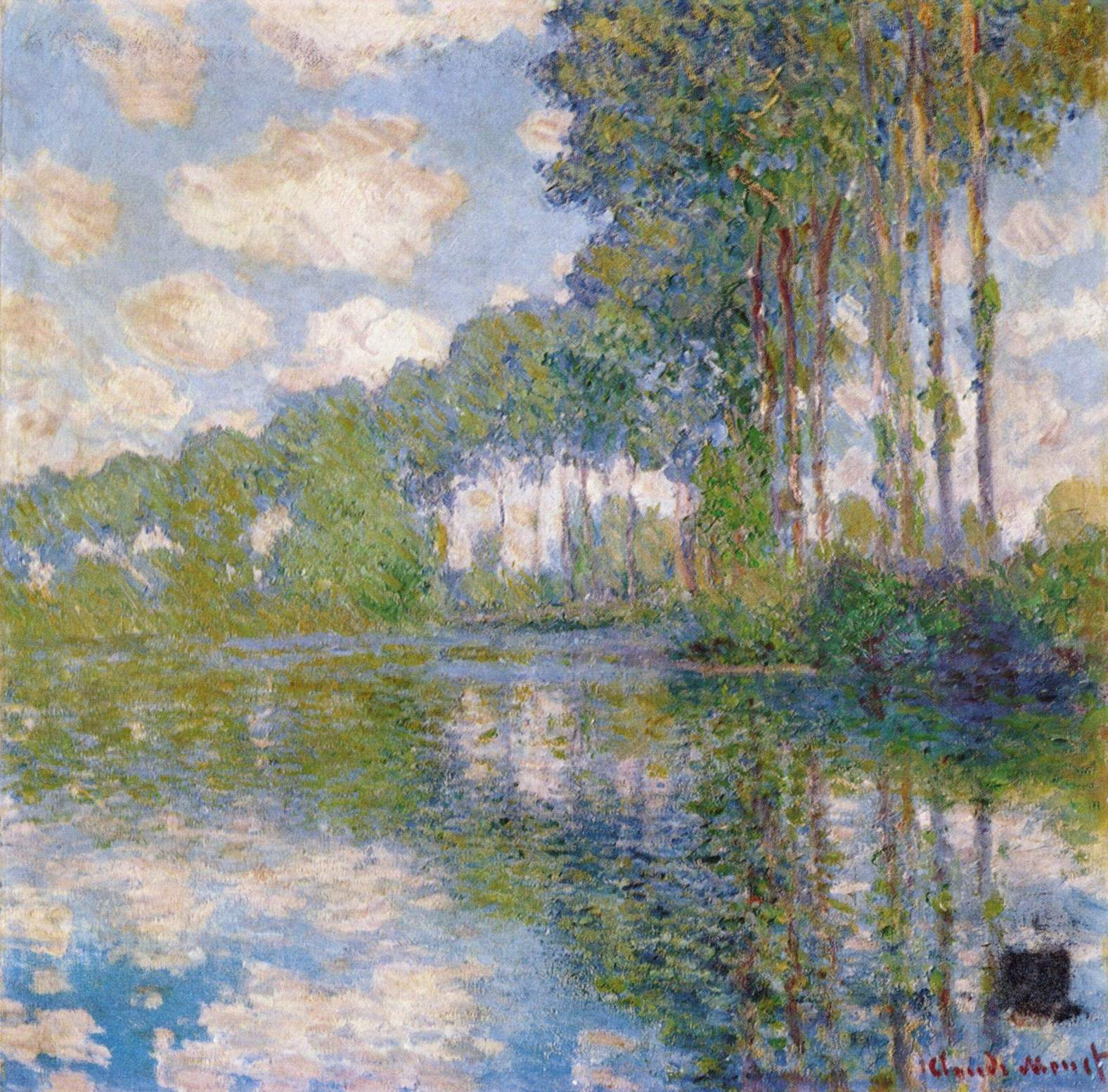
Popplar vid Epte, 1900, Scottish National Gallery, Edinburgh
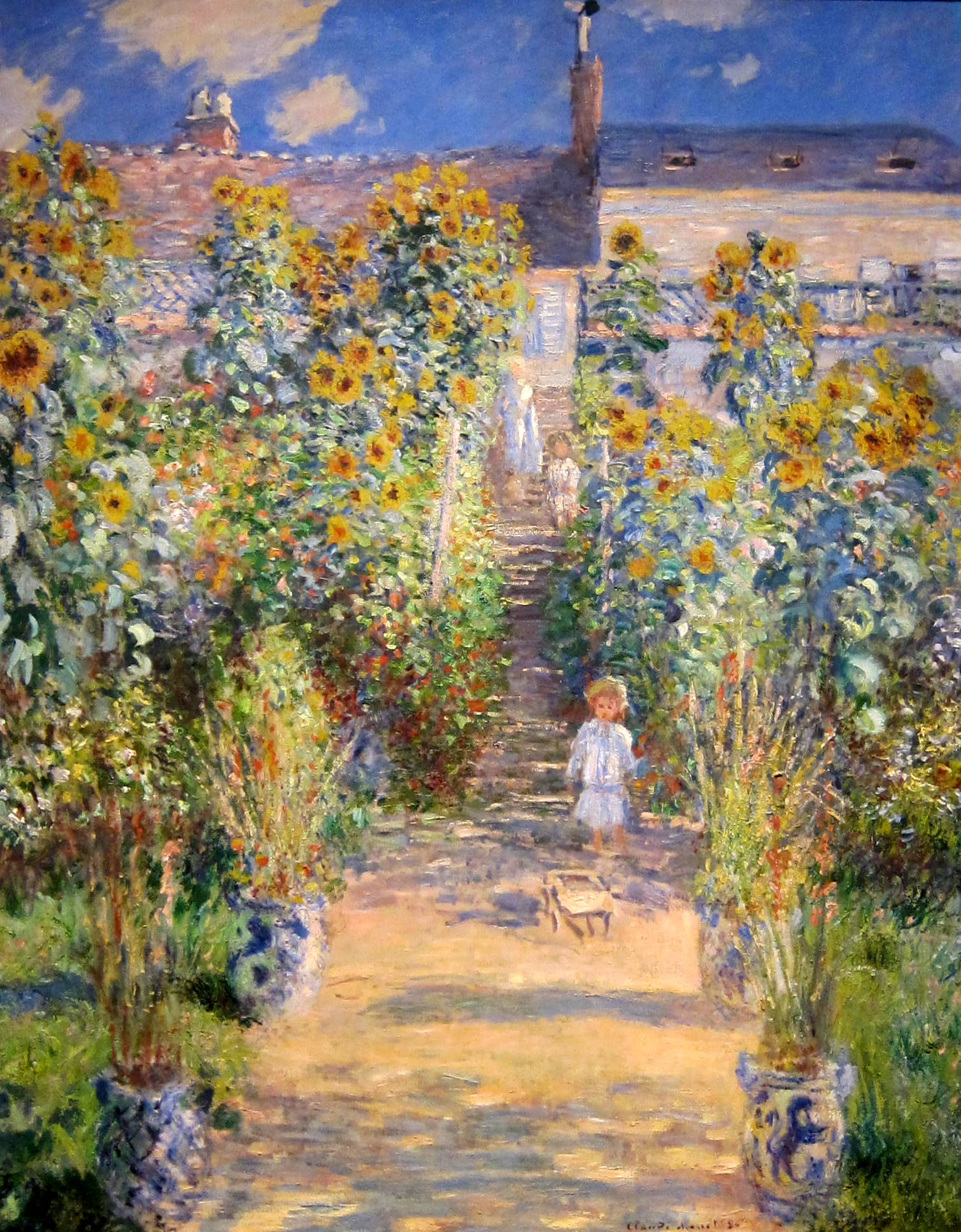
Konstnärens trädgård i Vétheuil, 1880, National Gallery of Art
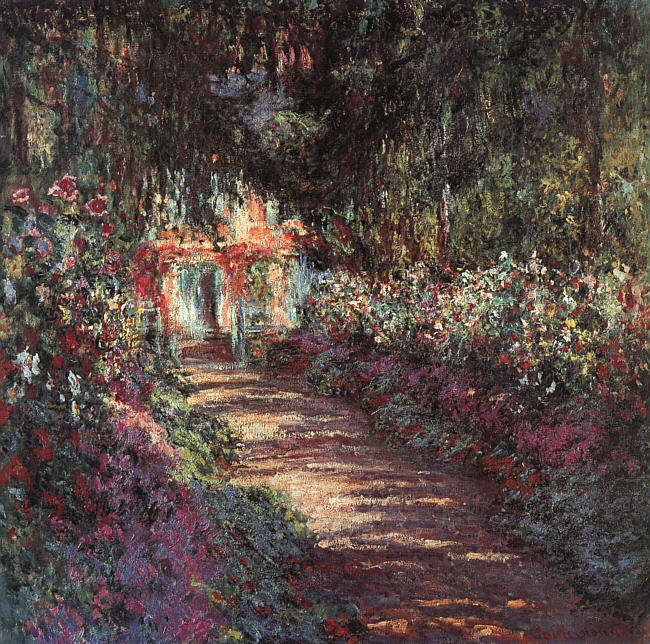
Trädgården blommar, 1900
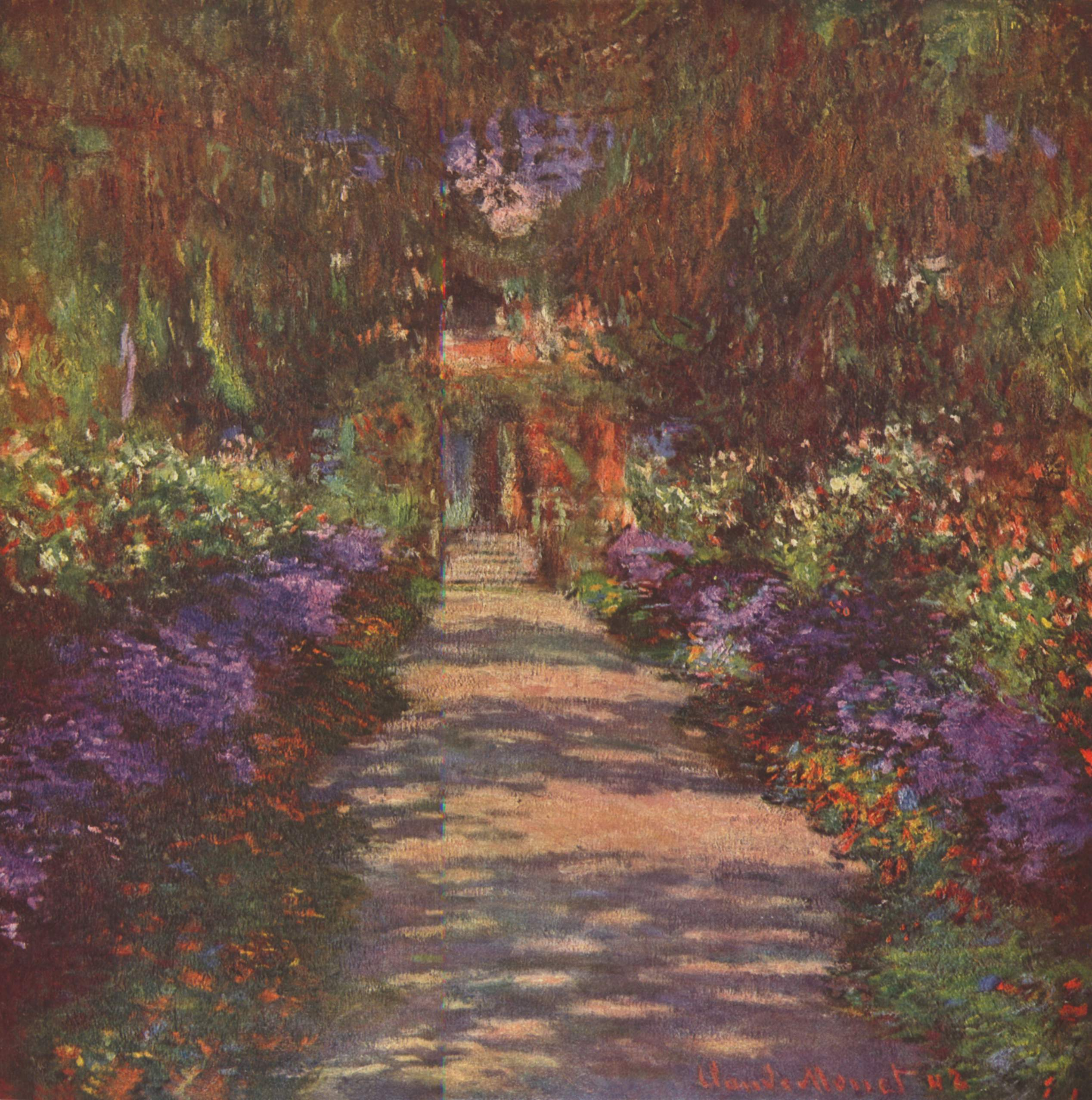
Trädgårdstig, 1902, Österreichische Galerie Belvedere
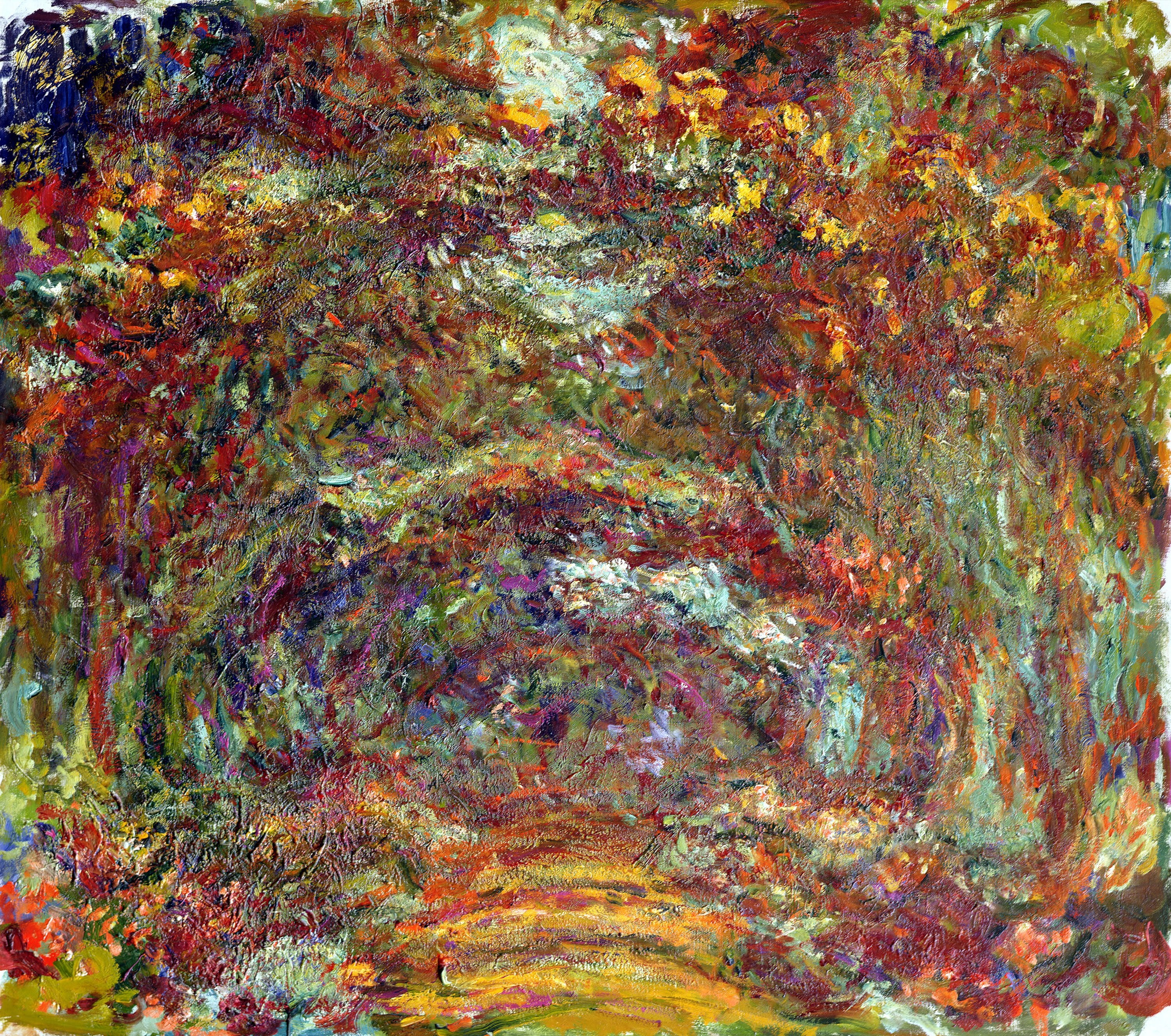
Rosarkaden i Giverny, 1920–1922, Musée Marmottan Monet
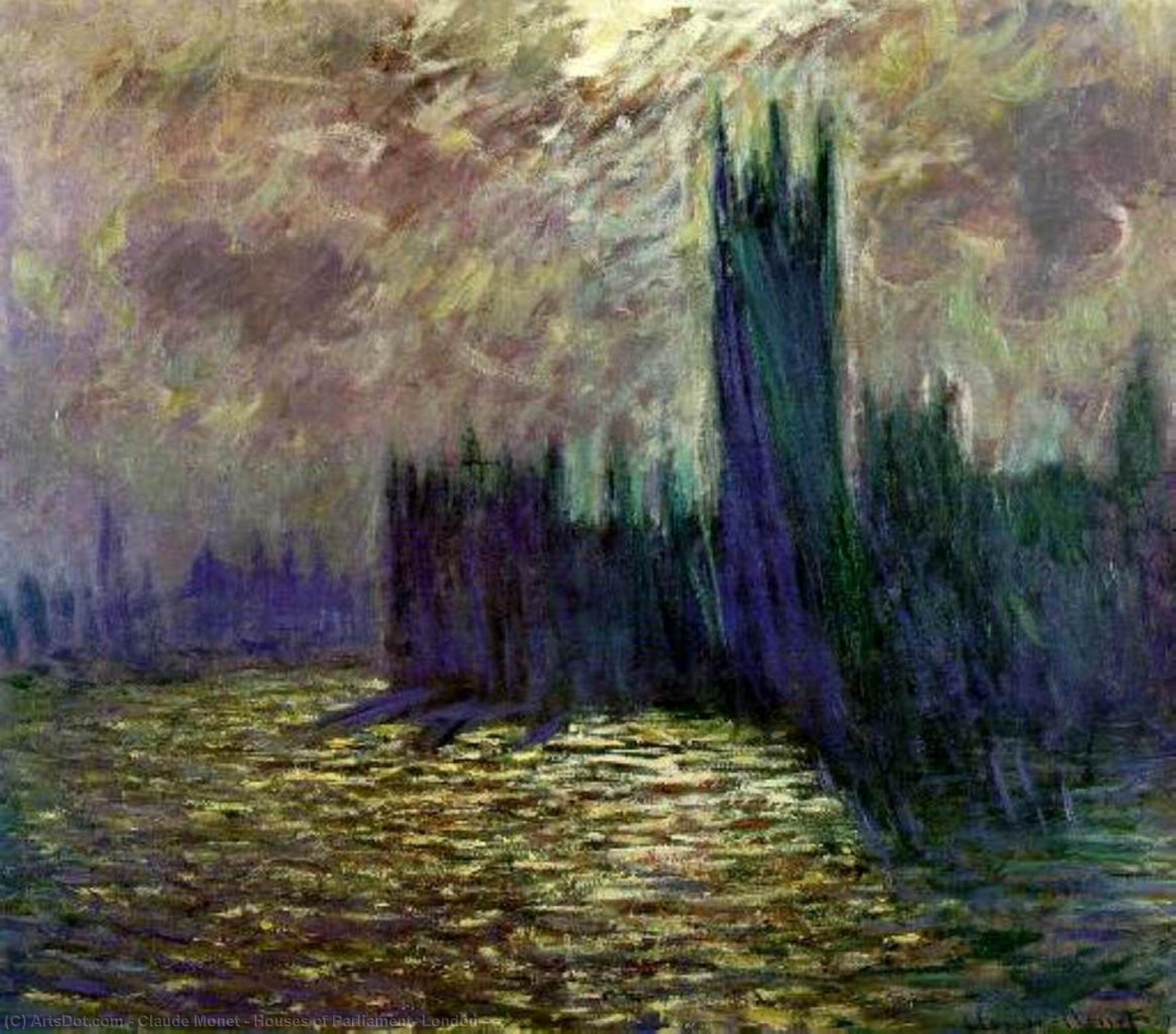
Parlamentet cirka 1904, Musée Marmottan Monet, Paris
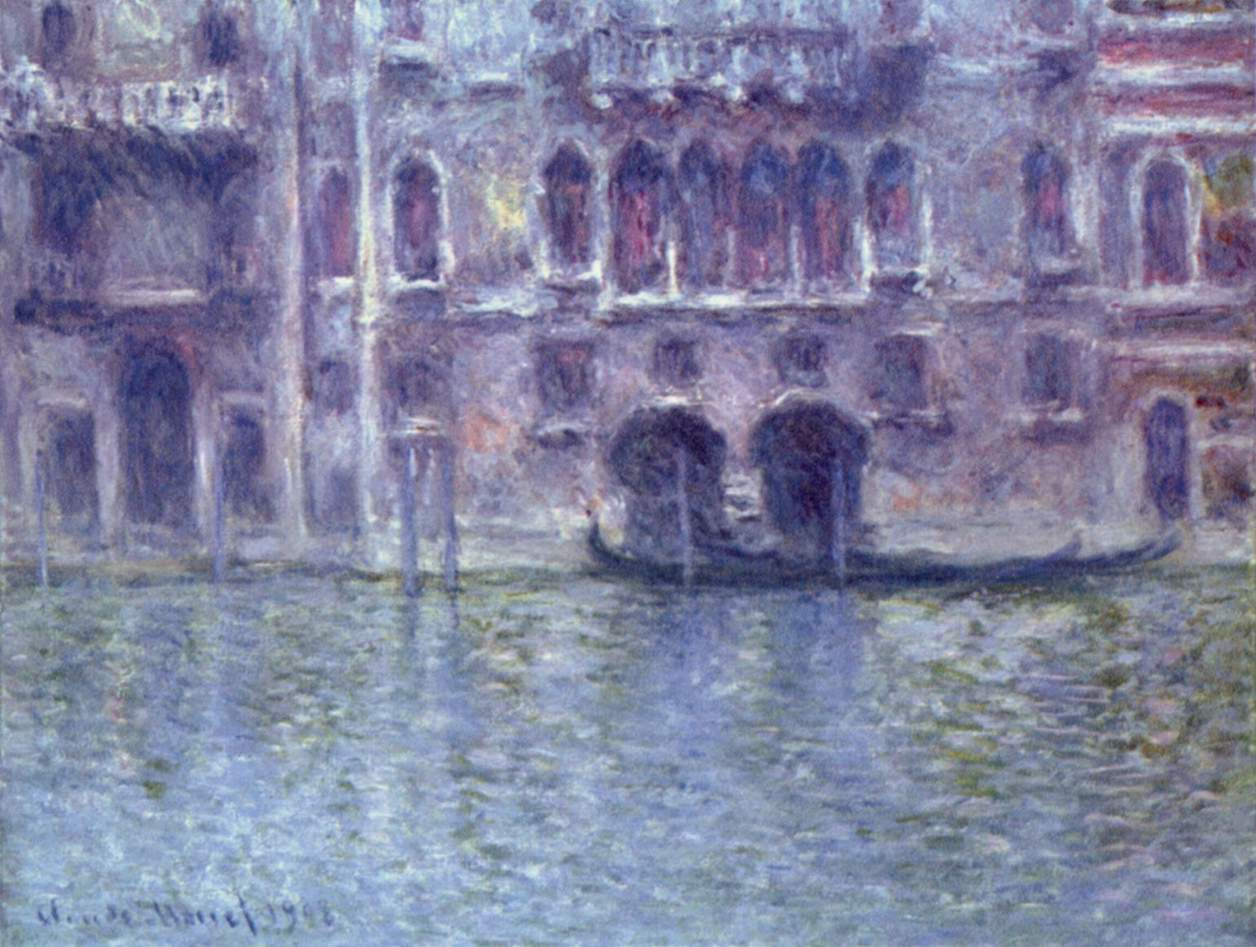
Palazzo i Venedig, 1908, National Gallery of Art, Washington
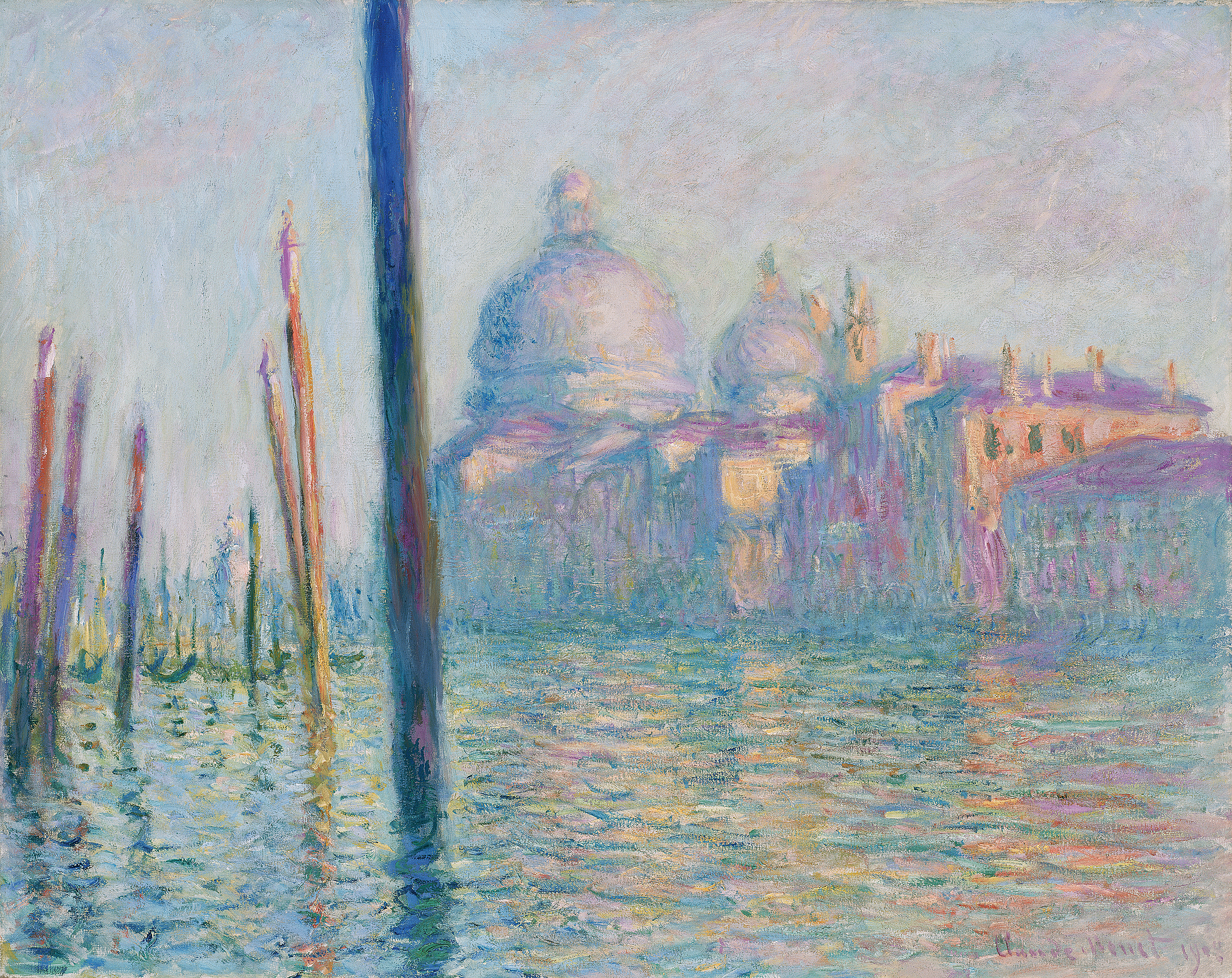
Canale Grande, Venedig, 1908, Museum of Fine Arts, Boston
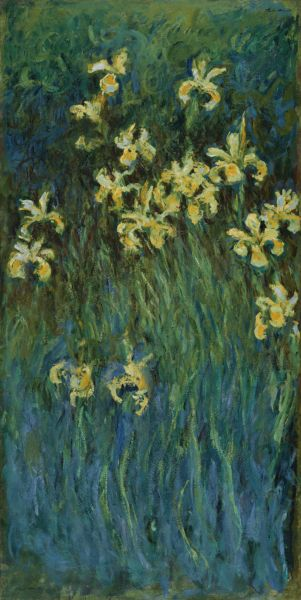
Gula irisar, 1914, The National Museum of Western Art, Tokyo
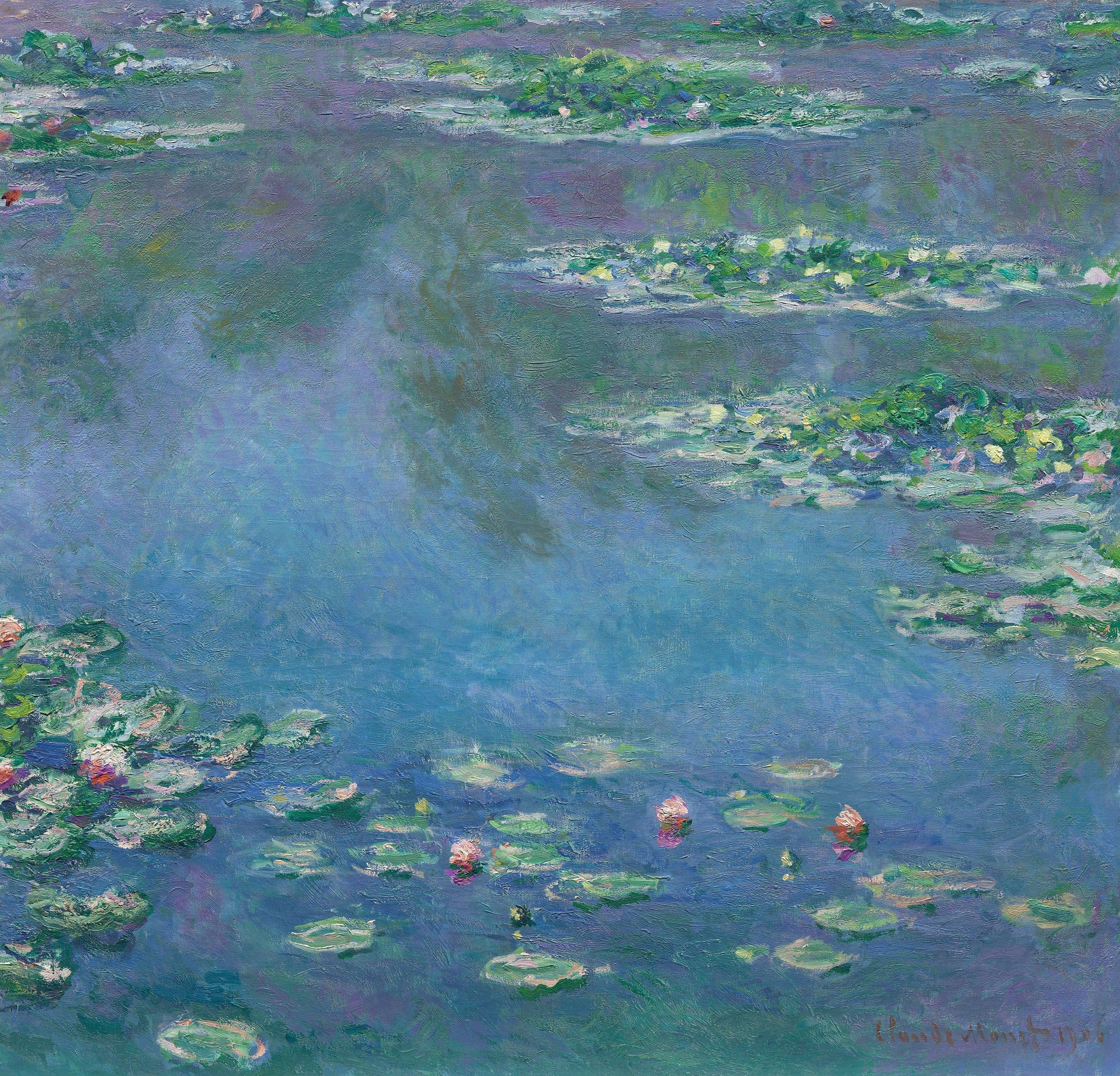
Näckrosor 1906, Art Institute of Chicago
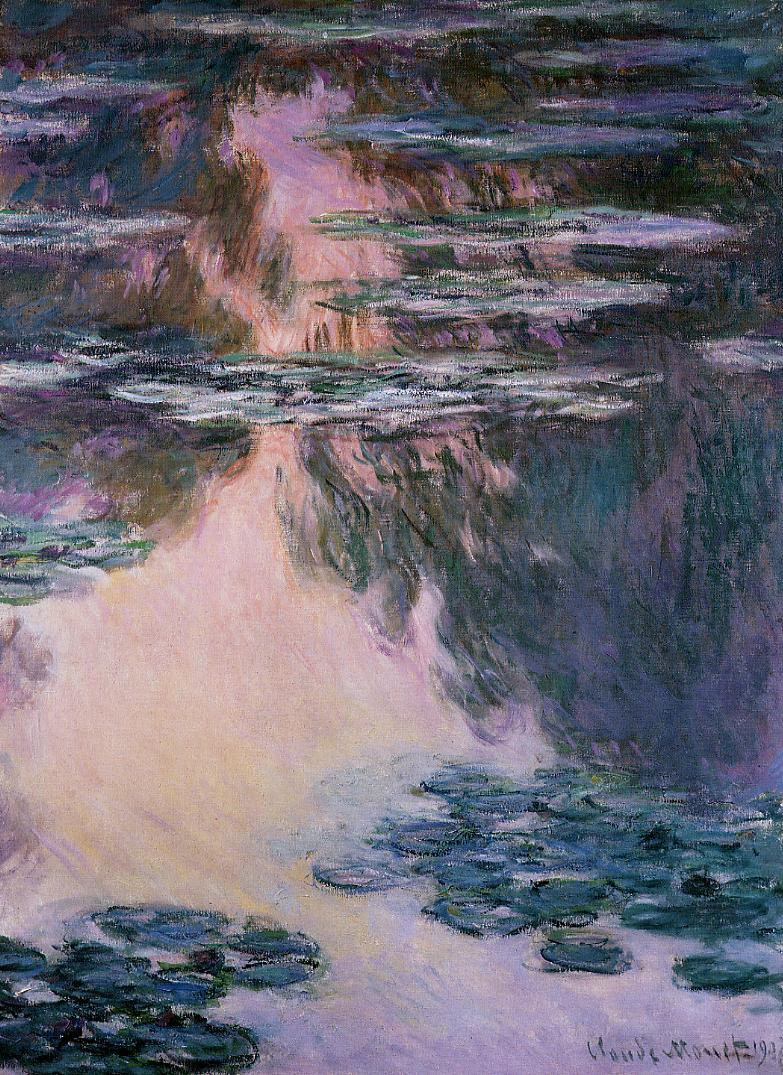
Näckrosor 1907, Bridgestone Museum of Art, Tokyo
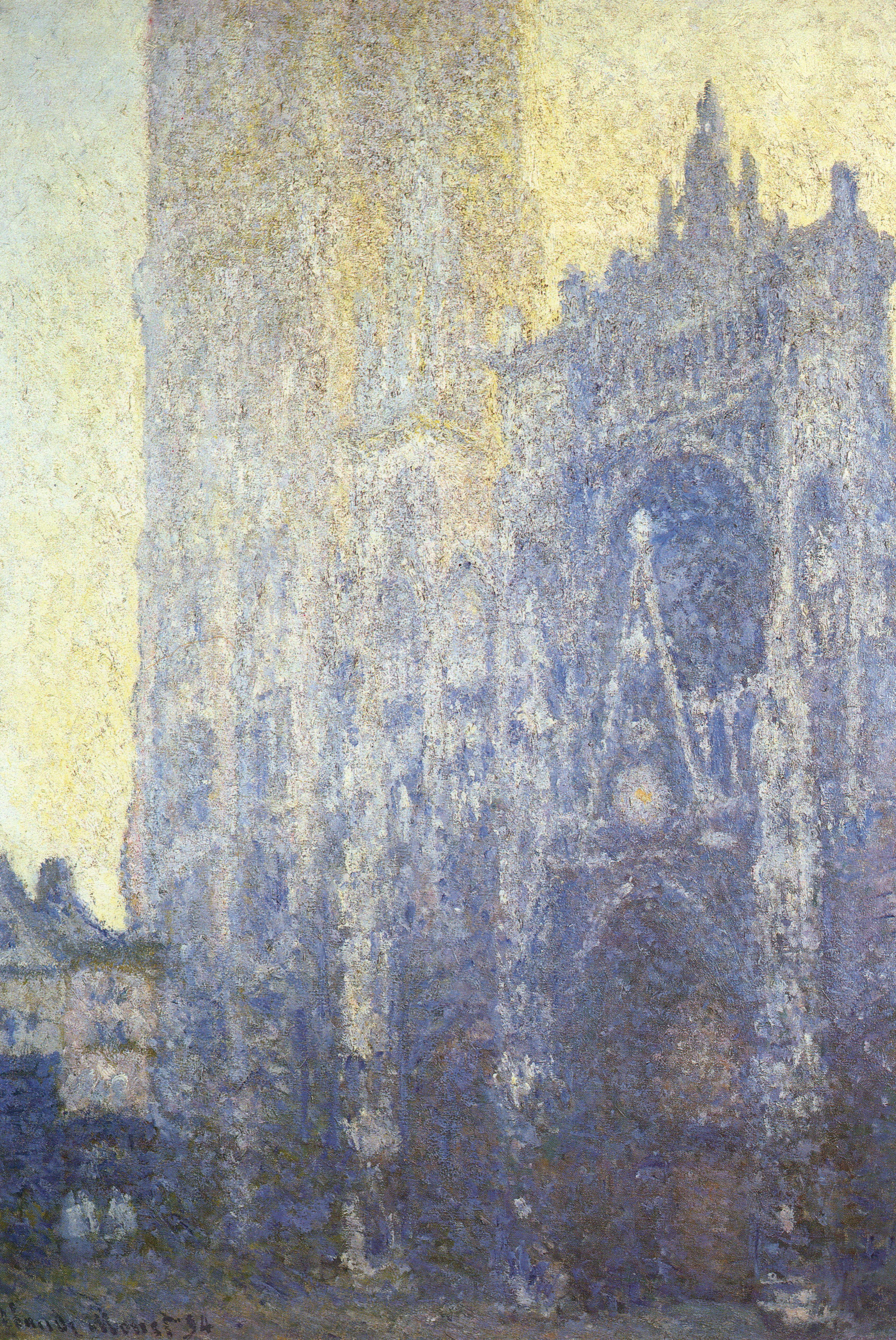
Katedralen i Rouen på morgonen (1892–1894)
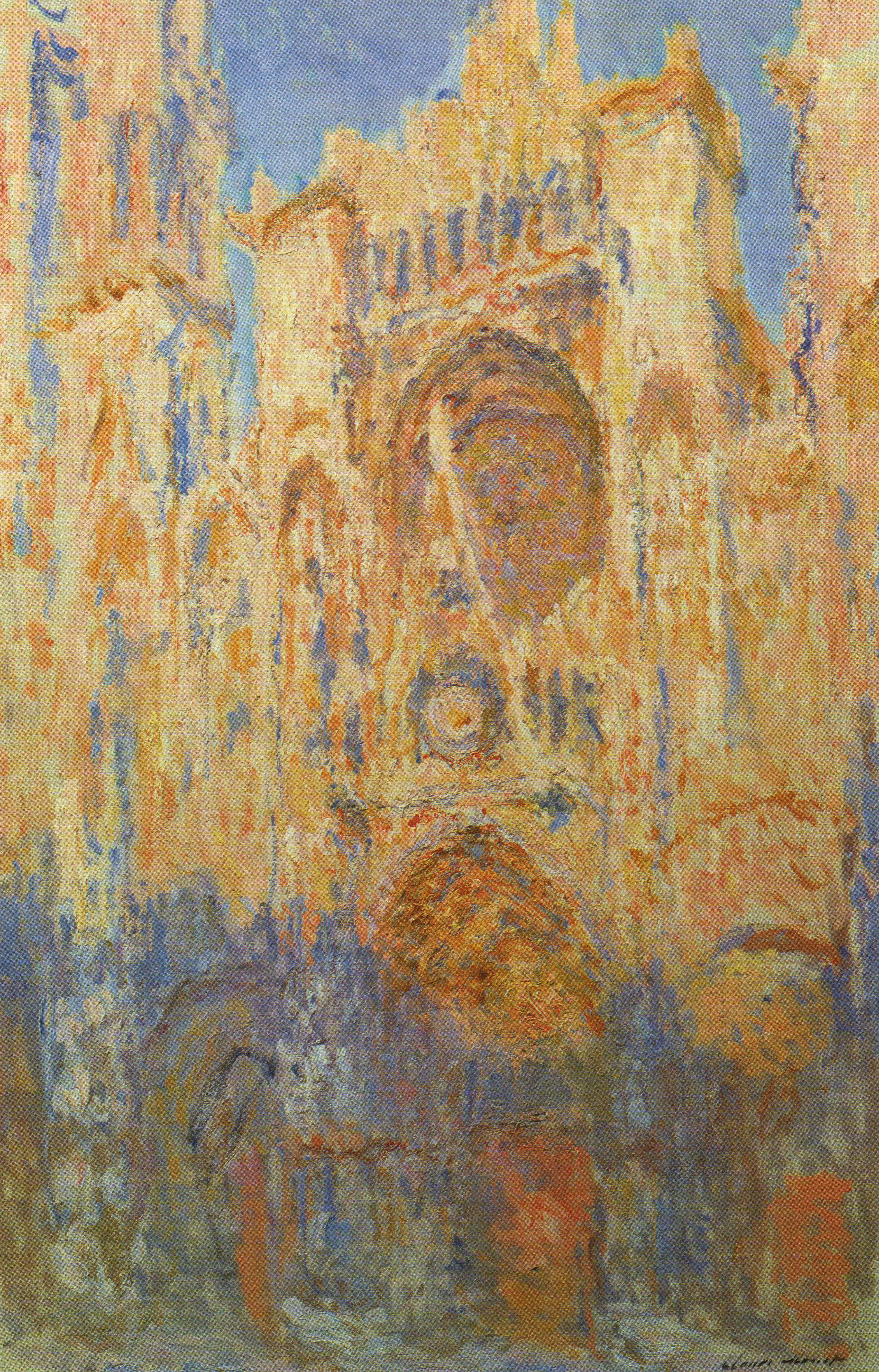
Katedralen i Rouen, 1892–1894, Musée Marmottan Monet, i Paris

## Översättning
Den här artikeln är helt eller delvis baserad på material från engelskspråkiga Wikipedia, tidigare version.